# Quatrième maison d'Orléans
Cet article concerne une des maisons capétiennes d'Orléans, dans laquelle les aînés sont des prétendants au trône de France. Pour les autres branches d'Orléans éteintes et antérieures, voir maison d'Orléans.
La quatrième maison capétienne d'Orléans — désignée simplement sous la forme de « maison d'Orléans » ou parfois maison de Bourbon-Orléans, — est l'une des branches cadettes de la maison capétienne de Bourbon dont le fondateur, Philippe de France (1640-1701), duc d'Orléans, donne à la dynastie le nom de son apanage.
Fils cadet de Louis XIII et d'Anne d'Autriche, frère de Louis XIV, Philippe, fils de France, reçoit dès sa naissance le duché d'Anjou en apanage avant d'être possessionné supplémentairement du duché d'Orléans en 1661, à la suite du décès de Gaston de France (1608-1660). Contrairement à ce dernier, fils de Henri IV qui avait lui-même reçu le duché d'Orléans en apanage, Philippe pérennise quant à lui sa dynastie en donnant naissance à six enfants issus de deux lits différents : celui de Henriette d'Angleterre (de 1661 à sa mort en 1670) et celui de Charlotte-Élisabeth de Bavière, Princesse Palatine (après 1671).
Seul l'un de ses trois fils, Philippe, titré duc de Chartres, atteignit l'âge adulte — les autres étant décédés en bas âge — et hérita ainsi de l'apanage à la mort de son père, le 9 juin 1701. Illustre dans la postérité par sa qualité de « Régent » de Louis XV, Philippe d'Orléans est aussi l'aïeul direct du roi des Français Louis-Philippe Ier (1773-1850).
Louis-Philippe Ier, roi des français, a eu plusieurs fils. Son fils aîné Ferdinand-Philippe d'Orléans a eu deux fils : les descendants du premier sont éteints, les descendants du second sont les prétendants actuels au « trône de France ». Du deuxième fils du roi Louis-Philippe, Louis d'Orléans, descendent notamment les Orléans-Bragance.
Depuis le décès du prétendant légitimiste, Henri d'Artois, en 1883, un mouvement orléaniste-légitimiste s'est formé ; pour eux, la maison d'Orléans se confond avec la « maison royale de France ».

## Origines

### L'apanage d'Orléans
Avant même que Philippe de France (1640-1701) ne le trouve en apanage, le duché d'Orléans était d'une grande puissance territoriale, doublé d'une immense richesse. En effet, les ducs d'Orléans qui se succédèrent au titre, sans nécessairement de liaison filiale directe, se transmettaient aussi les acquis fonciers et les fortunes personnelles si bien que le duché devint le plus riche de France tout au long du XVIIIe siècle.

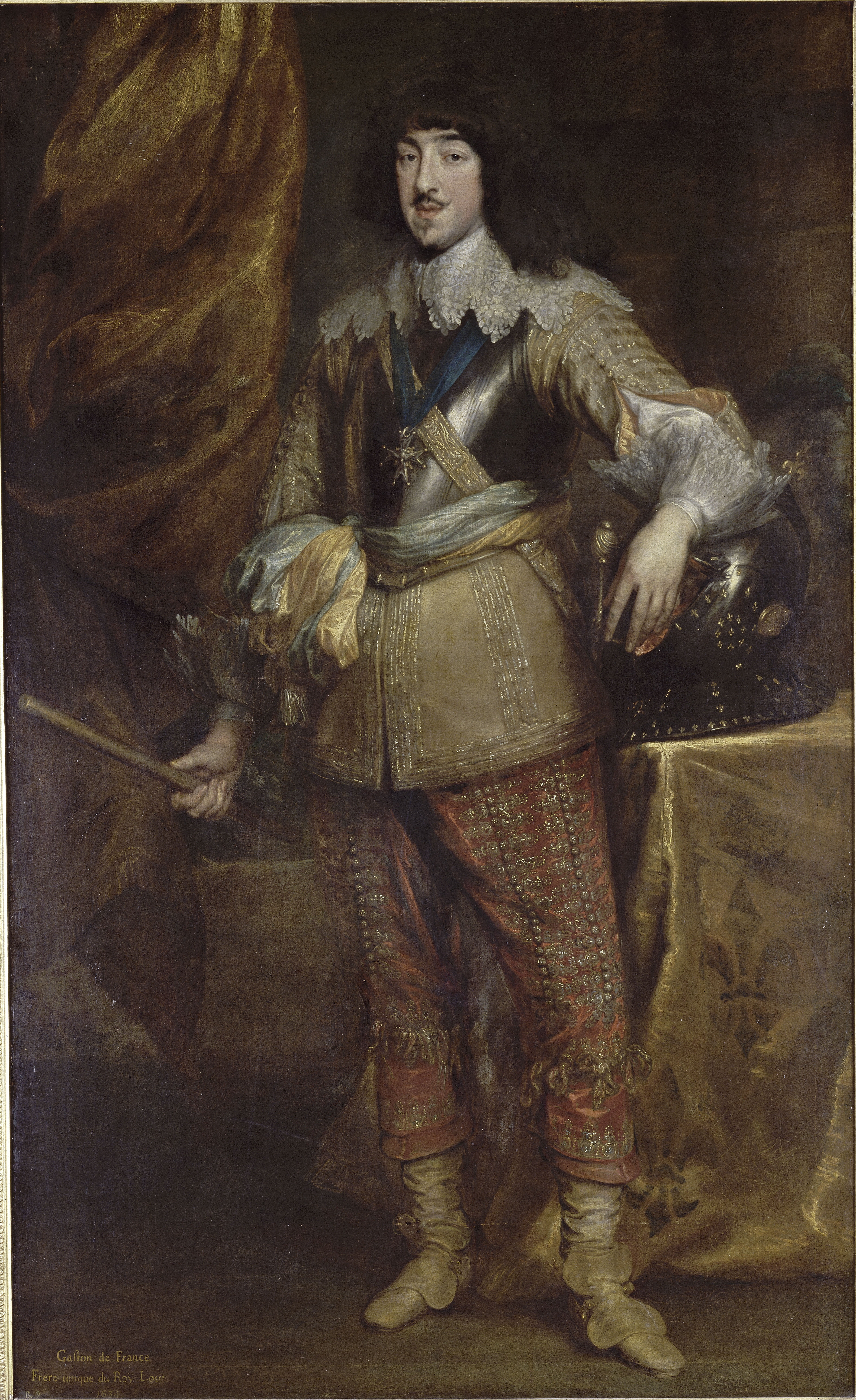
Portrait de Gaston de France.

Après être passé entre les mains des princes apanagistes de la maison de Valois-Orléans-Angoulême (dont celles des futurs rois Henri II, Charles IX et Henri III), le fief d'Orléans est attribué à des Bourbons, une fois que Henri IV a accédé au trône. C'est d'abord le deuxième fils de Henri IV et de Marie de Médicis, Monsieur d'Orléans dit Nicolas, né en avril 1607, qui le reçoit en apanage. Mais ce dernier ayant trouvé la mort en bas âge d'une crise d'épilepsie, son frère Gaston de France retrouvera en plus du sien son apanage en 1626.
Né le 24 avril 1608, Gaston de France est le troisième fils de Henri IV et de Marie de Médicis, frère cadet du futur roi Louis XIII. D'abord titré duc d'Anjou, il prend, à la suite de la mort de son frère, le titre de « Monsieur » — un titre donné au plus âgé des frères du roi — annonçant une place royale en cas de non-postérité du roi, d'où l'importance non négligeable qu'il prend au cours des années. Conspirateur avéré, Gaston marque sa singularité vis-à-vis de la Couronne de France en s'opposant à de nombreuses occasions soit au roi soit à Anne d'Autriche, sa belle-sœur, ou bien encore au cardinal Mazarin ; ceci donnant à l'apanage une triste renommée de conspiration que ses successeurs payeront eux-mêmes de leur nom — « Orléans » — sans avoir de lien direct avec Gaston de France.

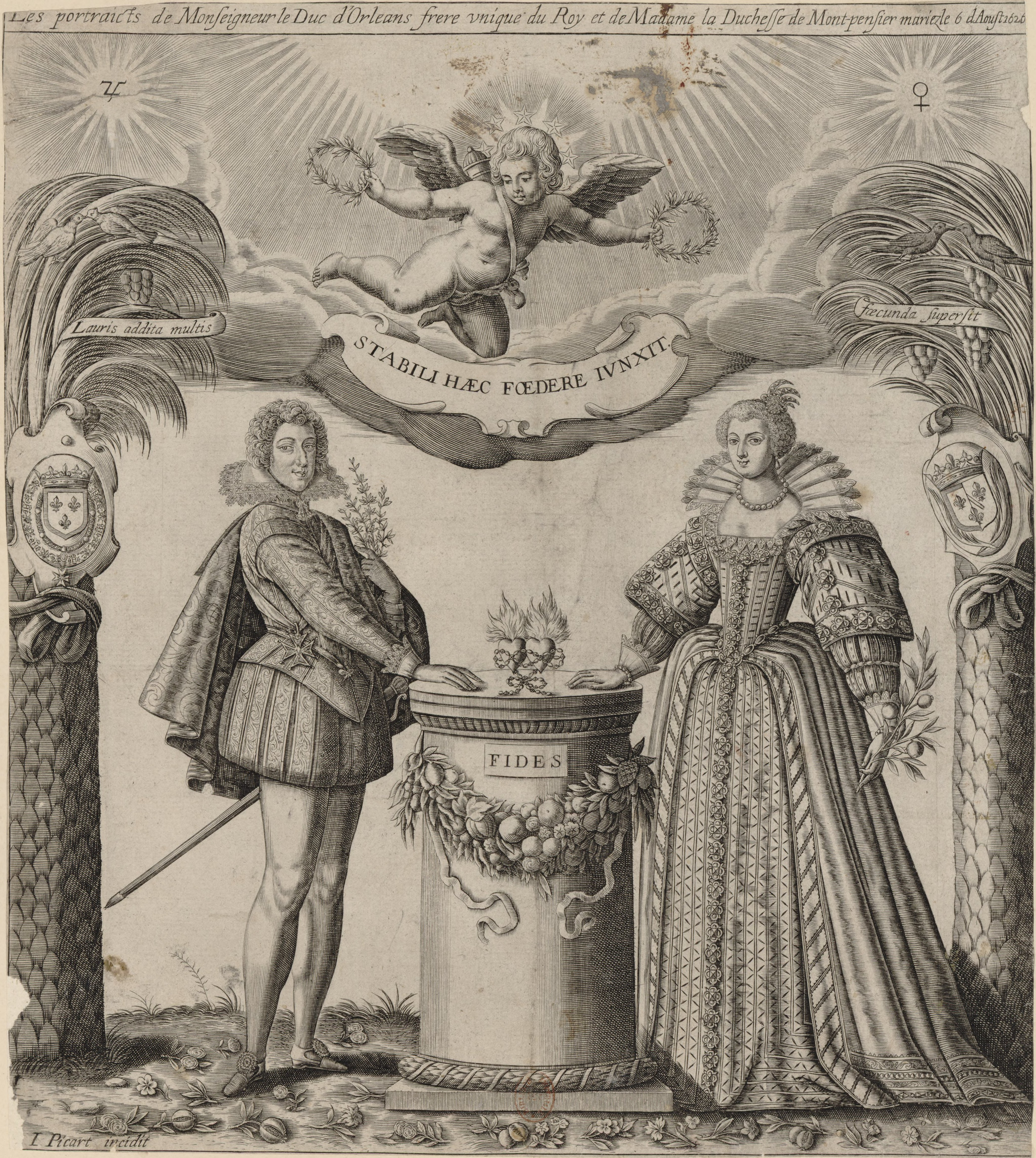
Mariage de Gaston de France et de Marie de Bourbon à Estampe.

En 1626, après une conspiration de Chalais manquée, Gaston accepte à regret d'épouser la richissime Marie de Montpensier que lui impose Richelieu et le roi son frère. Le 6 août 1626, lors de son mariage avec la duchesse de Montpensier il reçoit, les apanages d'Orléans et de Chartres, augmentés du comté de Blois. Issue de la seconde maison de Bourbon-Montpensier, la duchesse apporte à son époux une dot exceptionnelle. De leur mariage naîtra Anne-Marie-Louise d'Orléans, mais la duchesse de Montpensier mourut en couches, laissant sa fortune non à Gaston mais à sa fille, bientôt appelée « Grande Mademoiselle ». N'ayant pas donné naissance à des enfants, Anne-Marie-Louise d'Orléans transmettra en partie la fortune des Montpensier aux Orléans.

### L'héritage de Philippe de France
Deuxième fils d'Anne d'Autriche et de Louis XIII, Philippe naît à Saint-Germain le 21 septembre 1640, deux ans après le dauphin Louis-Dieudonné (futur Louis XIV). Apanagé — comme la tradition le veut — du duché d'Anjou à sa naissance, Philippe est l'héritier présomptif du trône, de la mort de son père (14 mai 1643) en passant du sacre de son frère (7 juin 1654) jusqu'à la naissance du « Grand Dauphin » ; soit une période de près de dix-huit années allant de 1643 à 1661.
Seul frère de Louis XIV, Philippe de France est appelé jusqu'en 1660 « Petit Monsieur » pour le distinguer du « Grand Monsieur », son oncle Gaston de France, duc d'Orléans. Lorsque ce dernier meurt, Philippe récupère l'apanage fort riche et bien possessionné de son oncle qui fait de lui l'un des personnages les plus riches du royaume. Il récupère entre autres les duchés d'Orléans et de Chartres, qui lui assurent de vivre à la hauteur de son rang, mais son frère lui refusera toutefois le comté de Blois (et donc le château de Chambord) et le Languedoc qui auraient aussi dû lui échoir à la mort de son oncle Gaston. Philippe recevra en plus une importante rente du roi et tirera aussi plus tard des revenus de la construction du canal d'Orléans.
Parmi ses titres, on note :
Monsieur, frère unique du roi, Fils de France, duc d'Anjou (de sa naissance jusqu'en 1668) puis duc d'Orléans, duc de Chartres, de Valois, de Nemours et de Montpensier, de Châtellerault, de Saint-Fargeau et de Beaupréau, pair de France.
Prince de Joinville, comte de Dourdan et de Romorantin, comte de Mortain, comte de Bar-sur-Seine, vicomte d'Auge et de Domfront, marquis de Coucy et de Folembray, marquis de Mézières, baron de Beaujolais, seigneur de Montargis, chevalier de l'ordre du Saint-Esprit.

## Chronologie et généalogie des chefs de la maison d'Orléans

### Généalogie
- Louis XIII, roi de France et de Navarre (1601-1643) 
  -  Philippe, duc d'Orléans (1640-1701)
    -  Philippe, duc d'Orléans (1674-1723)
      -  Louis, duc d'Orléans (1703-1752)
        - Louis-Philippe, duc d'Orléans (1725-1785)
          - Louis-Philippe, duc d'Orléans (1747-1793)
            -  Louis-Philippe Ier, roi des Français (1773-1850)
              - Ferdinand-Philippe, duc d'Orléans (1810-1842)
                -  Philippe, comte de Paris (1838-1894)
                  -   Philippe, duc d'Orléans (1869-1926)

                - Robert, duc de Chartres (1840-1910)
                  -   Jean, duc de Guise (1874-1940)
                    -   Henri, comte de Paris (1908-1999)
                      -   Henri, comte de Paris, duc de France (1933-2019)
                        -  Jean, comte de Paris (né en 1965)
                          - Gaston, dauphin de France (né en 2009)

 : roi de France et de Navarre ou roi des Français.
 : prétendants orléanistes au trône de France.
Gras : chefs de la maison d'Orléans.

## La dynastie

### Les princes du sang

#### PhilippeIerd'Orléans
Fils du roi Louis XIII, et de l'archiduchesse Anne d'Autriche, Philippe est d'abord titré duc d'Anjou (de 1640 à 1661), puis duc d'Orléans en 1661, à la suite de la mort de son oncle Gaston d'Orléans. Philippe Ier épouse, le 31 mars 1661, sa cousine Henriette-Anne d'Angleterre, avec qui il a trois enfants. En secondes noces, il épouse, le 21 décembre 1671, Élisabeth-Charlotte de Palatinat, qui lui donne trois autres enfants.
- Philippe Ier d'Orléans (1640-1701), duc d'Orléans 
  ∞ Henriette-Marie d'Angleterre (1644-1670)
  - Marie-Louise d'Orléans (1662-1689), reine d'Espagne (SP)
  - Philippe-Charles d'Orléans (1664-1666), duc de Valois
  - Anne-Marie d'Orléans (1669-1728), duchesse de Savoie, reine de Sicile et de Sardaigne
    -  Maison royale de Savoie
- ∞ Élisabeth-Charlotte de Palatinat (1652-1722)
  - Alexandre-Louis d'Orléans (1673-1676), duc de Valois
  - Philippe d'Orléans (1674-1723), duc de Chartres
    - Voir infra

  - Élisabeth-Charlotte d'Orléans (1676-1744), Mademoiselle de Chartres, duchesse de Lorraine et de Bar
    -  Maison ducale de Lorraine

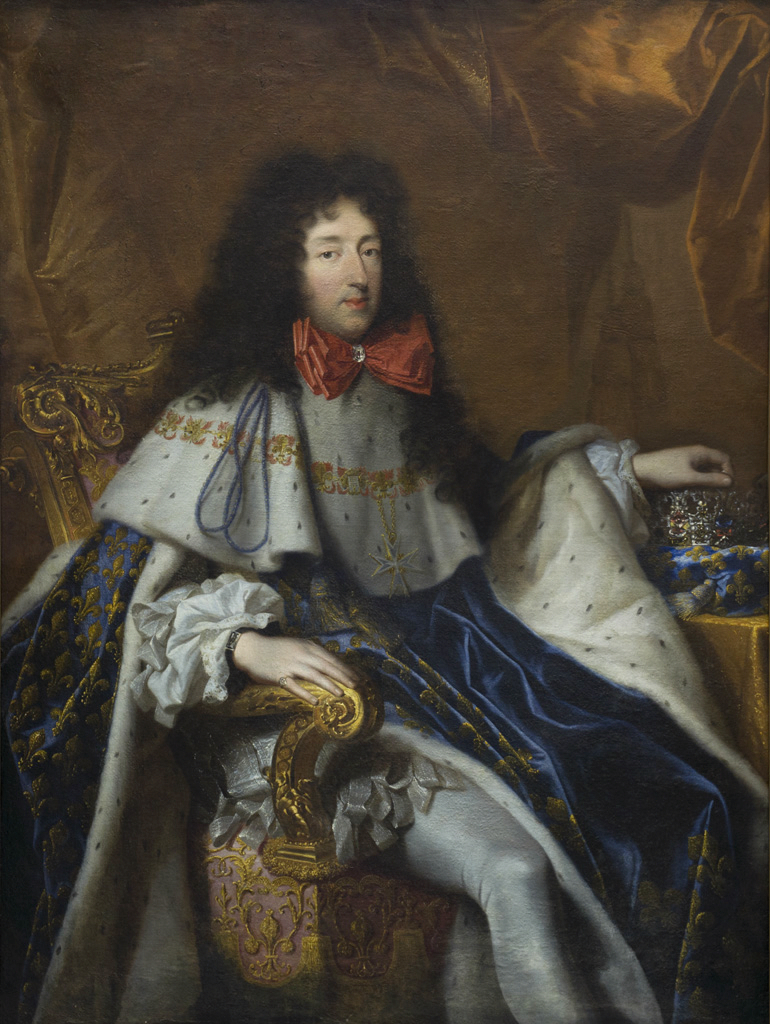
Philippe Ier d'Orléans, duc d'Orléans.
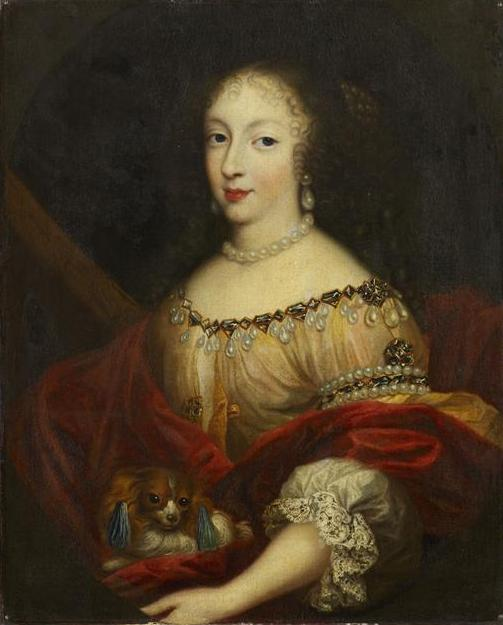
Henriette d'Angleterre, première épouse de Philippe Ier d'Orléans.
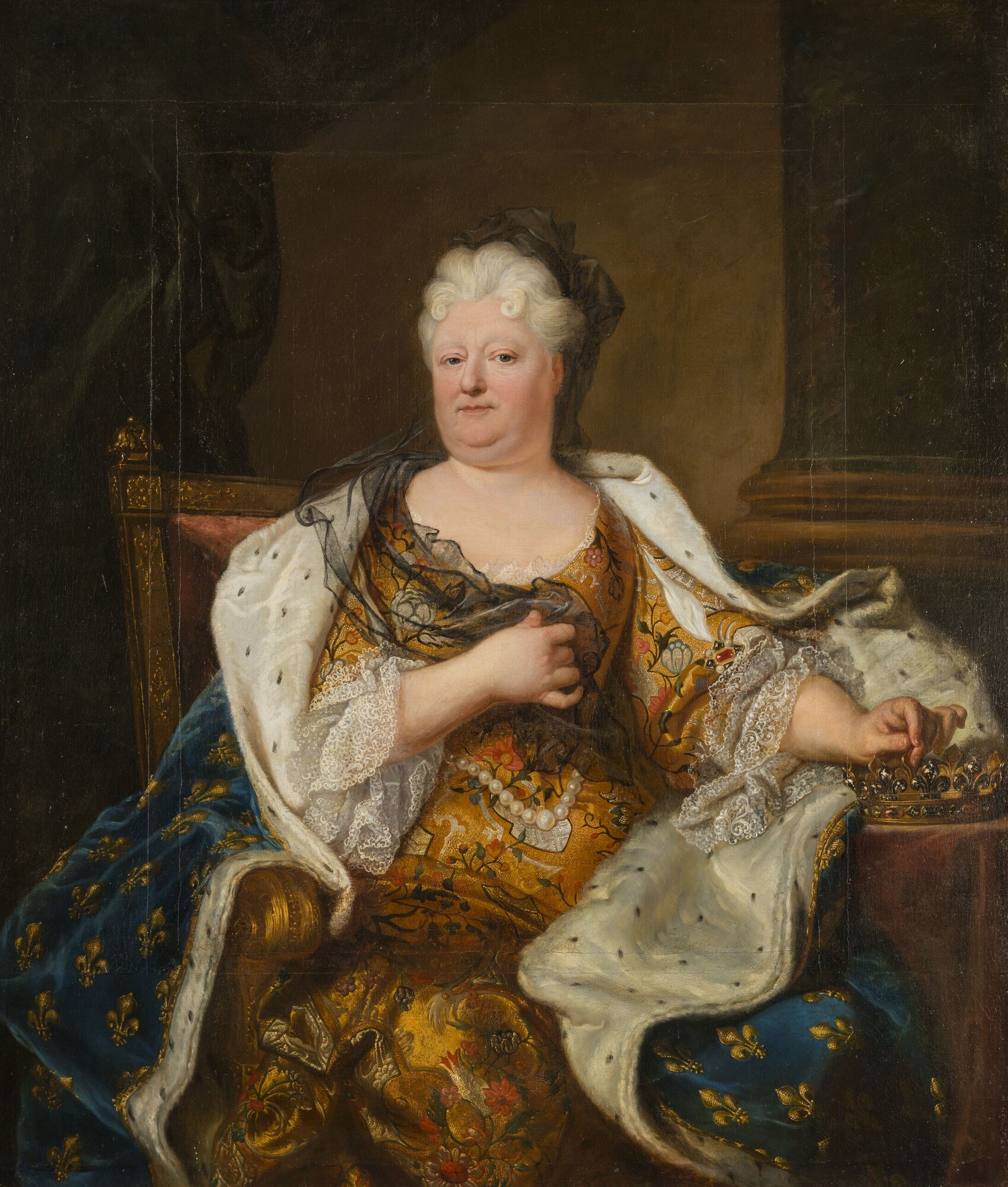
Élisabeth-Charlotte de Bavière, seconde épouse de Philippe Ier d'Orléans.

#### PhilippeIId'Orléans
Fils de Philippe Ier, duc d'Orléans, et de Charlotte-Élisabeth de Palatinat, Princesse Palatine, le duc de Chartres devient à la mort de son père, le 9 juin 1701, le duc Philippe II d'Orléans (1674-1723). Philippe II épouse une fille naturelle de Louis XIV, Françoise-Marie de Bourbon, le 18 février 1692, qui donne huit enfants à la nouvelle dynastie (un seul meurt en bas-âge).
- Philippe II d'Orléans (1674-1723), duc d'Orléans 
  ∞ Françoise-Marie de Bourbon (1677-1749)
  - Marie-Isabelle d'Orléans (1693-1694), Mademoiselle de Valois
  - Marie-Louise-Élisabeth d'Orléans (1695-1719), Mademoiselle, duchesse de Berry (SP)
  - Adélaïde d'Orléans (1698-1743), Mademoiselle d'Orléans, abbesse de Chelles (SP)
  - Charlotte-Aglaé d'Orléans (1700-1761), Mademoiselle de Valois, duchesse de Modène
    - Maison ducale de Modène

  - Louis d'Orléans (1703-1752), duc de Chartres
    - Voir infra

  - Louise-Élisabeth d'Orléans (1709-1742), Mademoiselle de Montpensier, princesse des Asturies et reine d'Espagne (SP)
  - Philippine-Élisabeth d'Orléans (1714-1734), Mademoiselle de Beaujolais, reine d'Espagne
    - Maison royale d'Espagne

  - Louise d'Orléans (1716-1736), Mademoiselle de Chartres, princesse de Conti
    - Maison princière de Conti

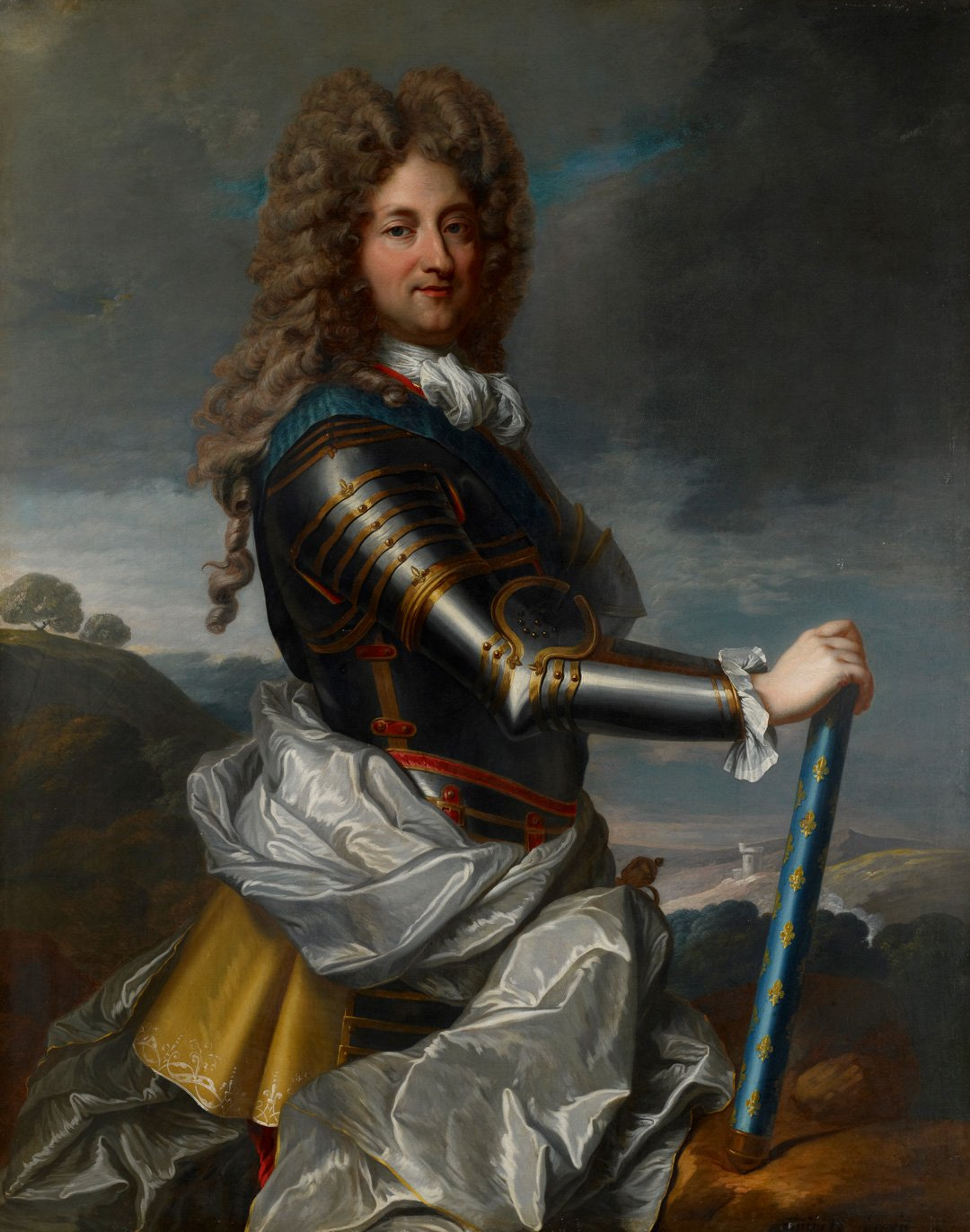
Philippe II d'Orléans, duc d'Orléans.
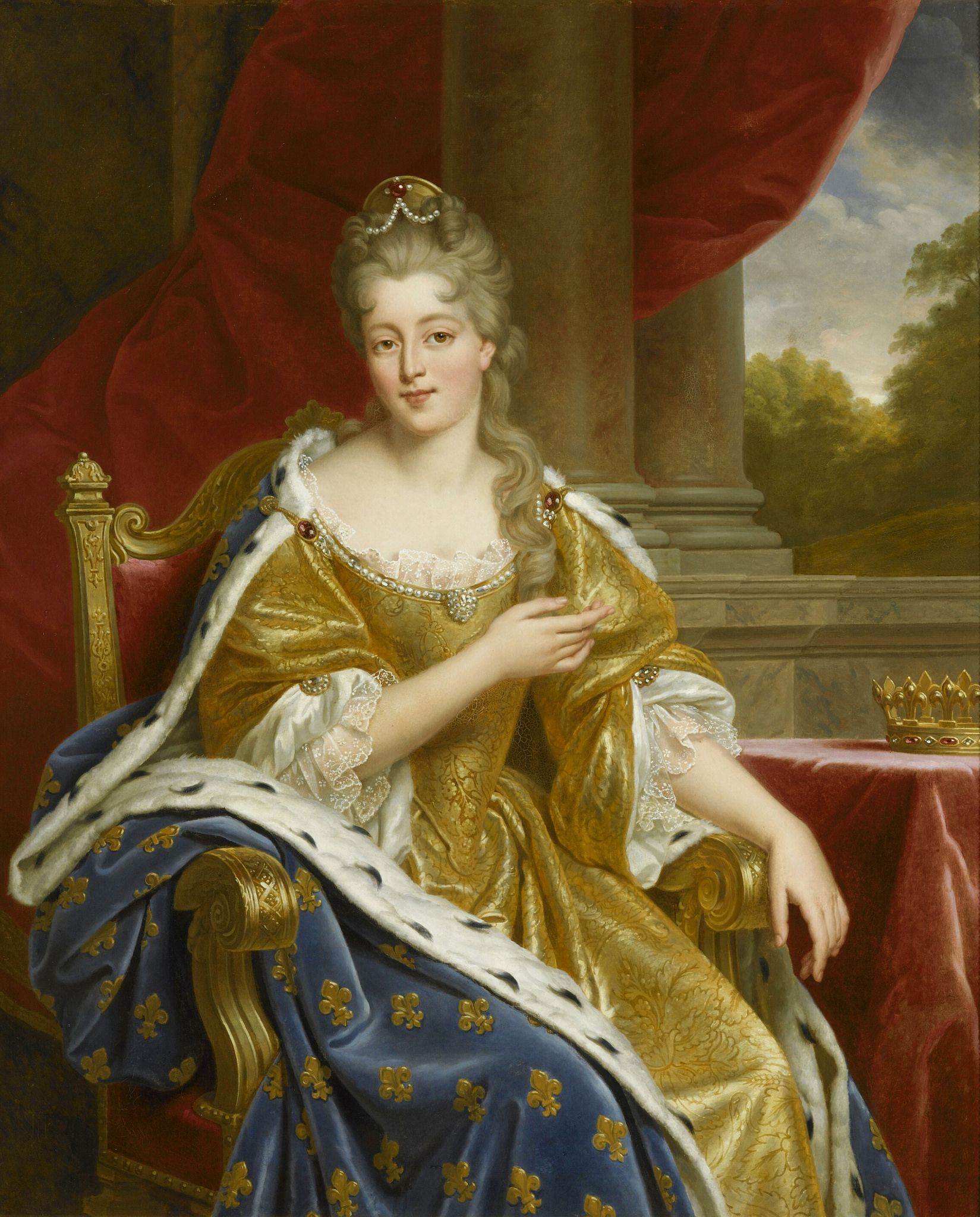
Françoise-Marie de Bourbon, épouse de Philippe II d'Orléans.

#### LouisIerd'Orléans
Fils de Philippe II, duc d'Orléans, régent du royaume, et de Françoise-Marie de Bourbon, Mademoiselle de Blois, le duc de Chartres devient à la mort de son père, le 2 décembre 1723, le duc Louis Ier d'Orléans (1703-1752). Louis Ier épouse, le 13 juillet 1724, Auguste de Bade-Bade (issue de la branche bernardine de la maison de Bade), avec qui il a deux enfants.
- Louis Ier d'Orléans (1703-1752), duc d'Orléans 
  ∞ Auguste de Bade-Bade (1704-1726)
  - Louis-Philippe d'Orléans (1725-1785), duc de Chartres
    - Voir infra

  - Louise-Marie d'Orléans (1726-1728), Mademoiselle

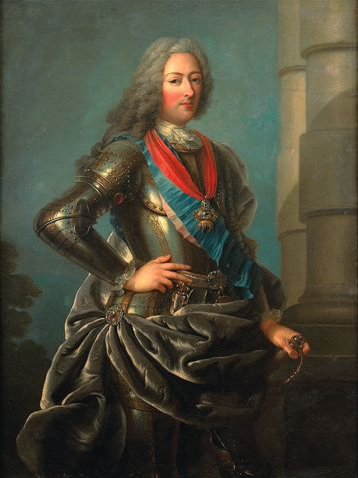
Louis Ier d'Orléans, duc d'Orléans.
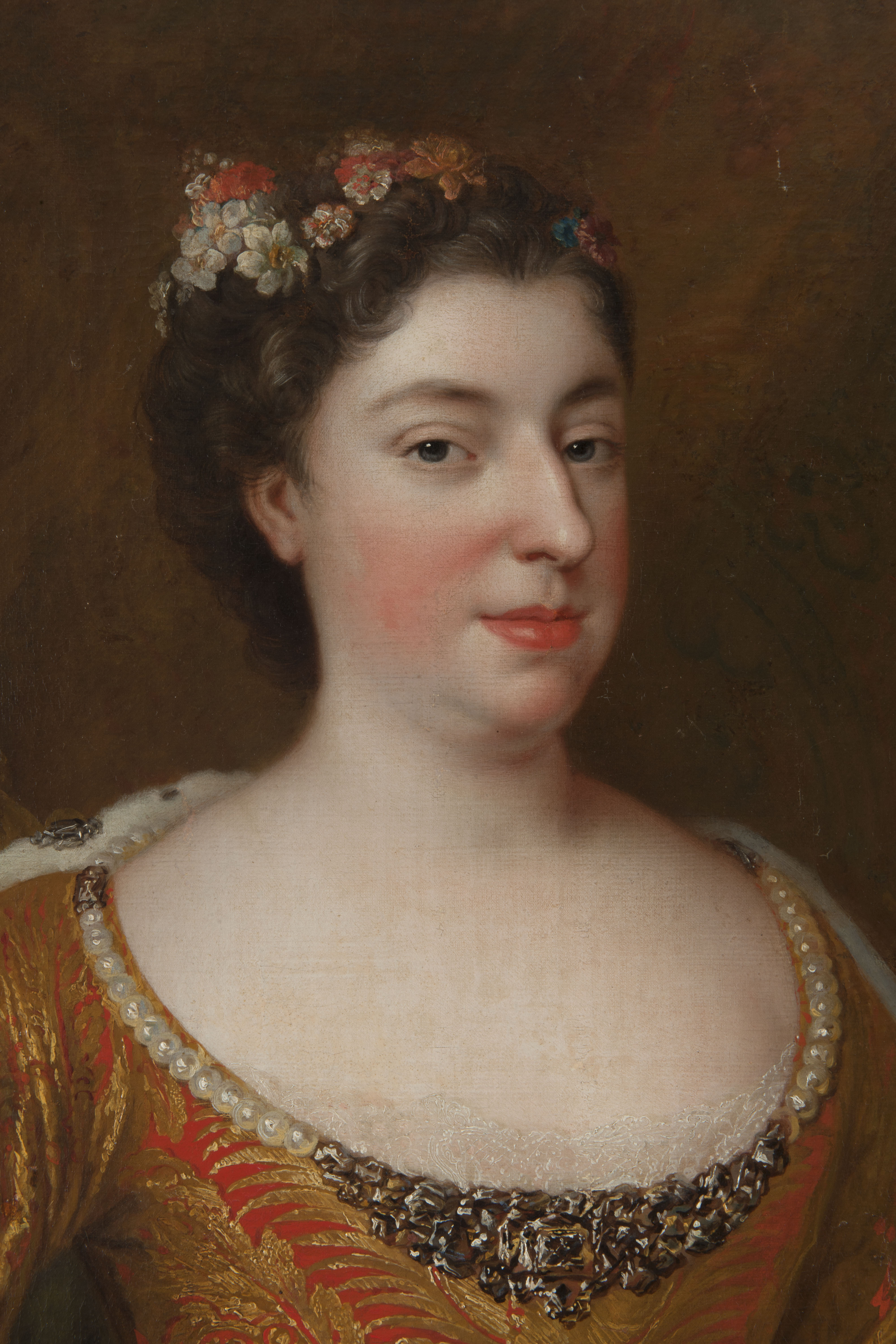
Auguste de Bade-Bade, épouse de Louis Ier d'Orléans.

#### Louis-PhilippeIerd'Orléans
Fils de Louis Ier, duc d'Orléans, et d'Auguste de Bade-Bade, le duc de Chartres devient à la mort de son père, le 4 février 1752, le duc Louis-Philippe Ier d'Orléans (1725-1785). Louis-Philippe Ier (alors duc de Chartres) épouse, le 17 décembre 1743, Louise-Henriette de Conti (de la maison de Bourbon-Conti), qui lui donne trois enfants.
- Louis-Philippe Ier d'Orléans (1725-1785), duc d'Orléans 
  ∞ Louise-Henriette de Bourbon (1726-1759)
  - N… d'Orléans (1745), non baptisée
  - Louis-Philippe d'Orléans (1747-1793), duc de Montpensier (de sa naissance à 1752), puis duc de Chartres
    - Voir infra

  - Bathilde d'Orléans (1750-1822), Mademoiselle, princesse de Condé
    - Maison princière de Condé

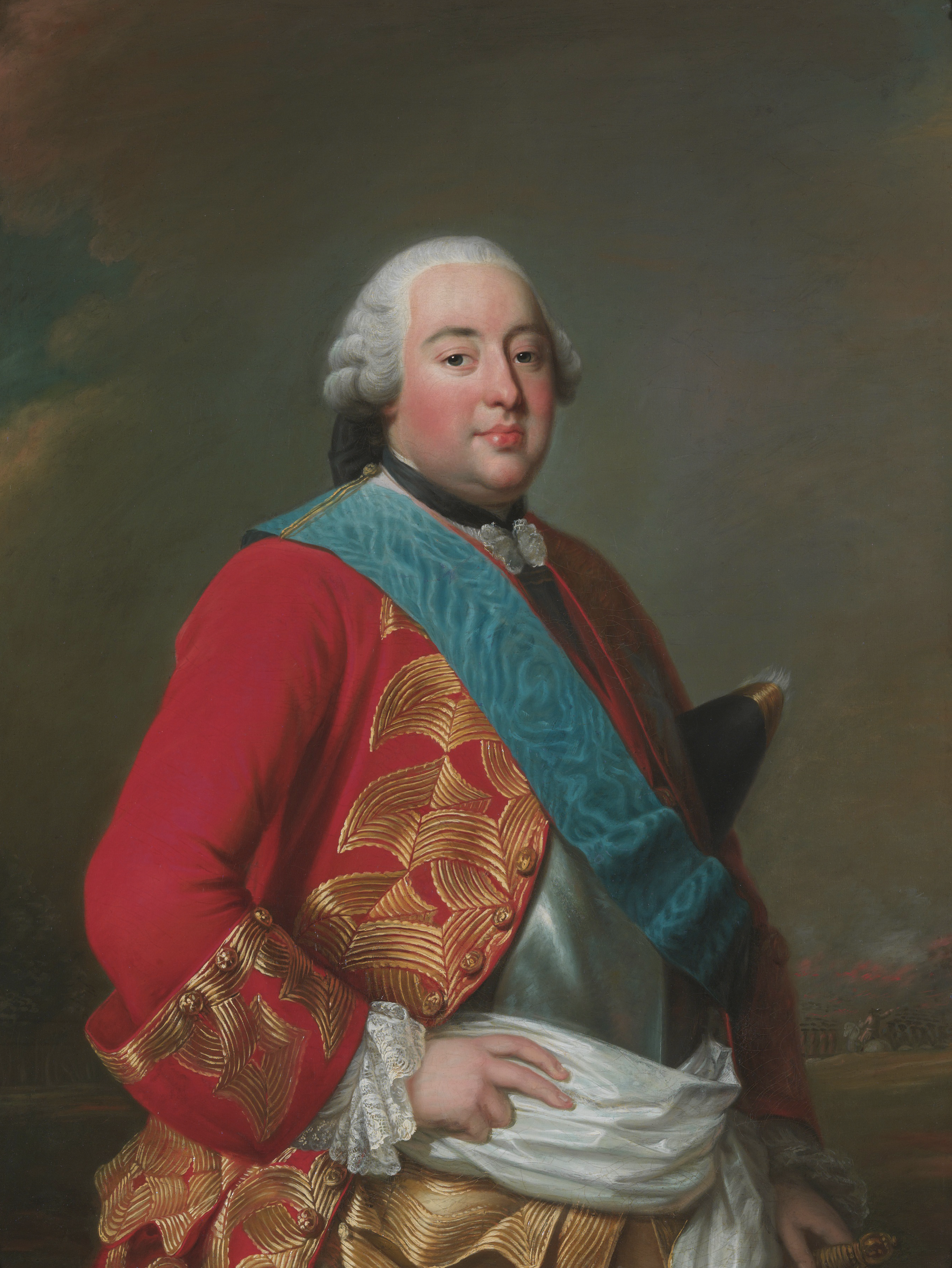
Louis-Philippe Ier d'Orléans, duc d'Orléans.
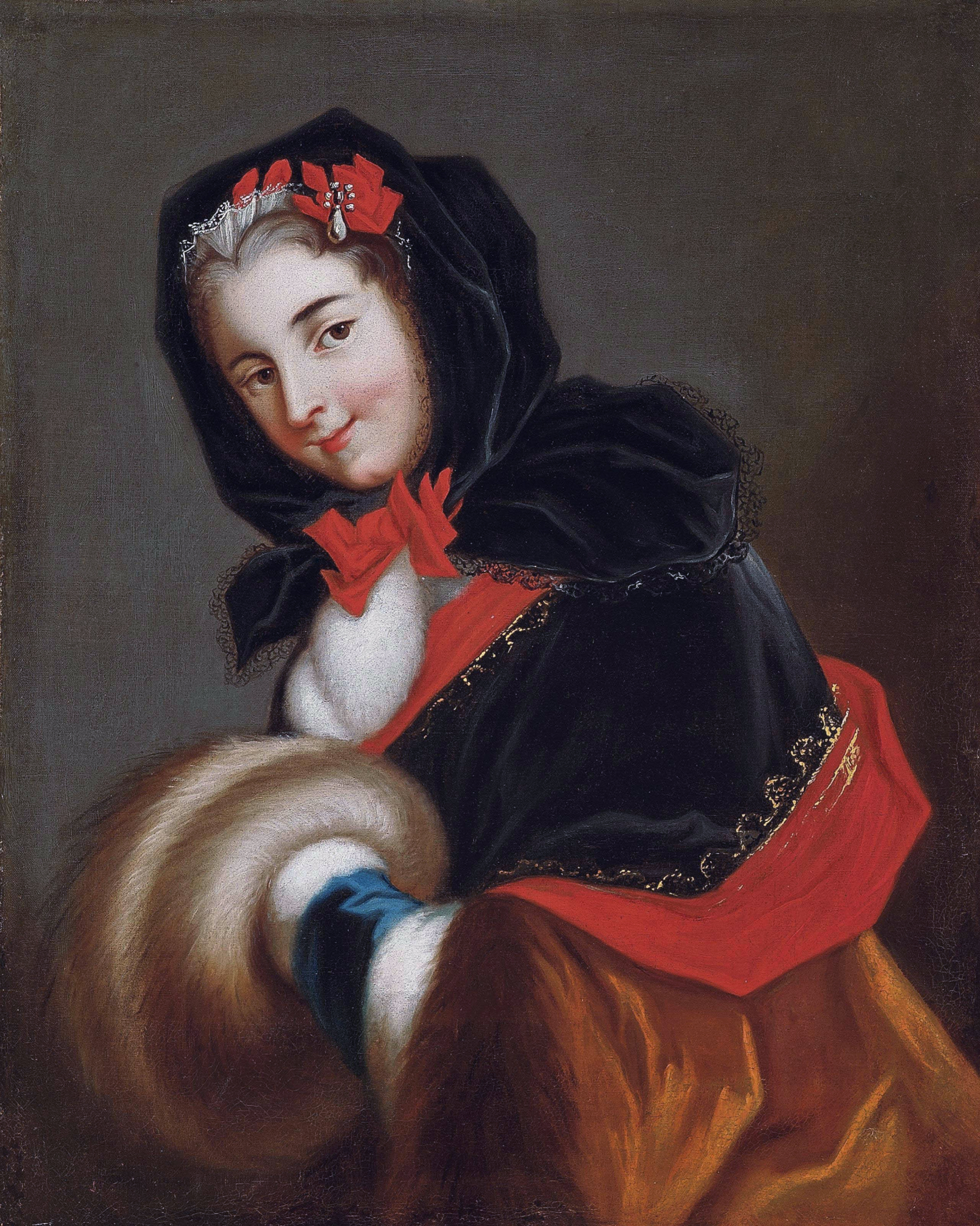
Louise-Henriette de Bourbon, épouse de Louis-Philippe Ier d'Orléans.

#### Louis-Philippe II d'Orléans
Fils de Louis-Philippe Ier, duc d'Orléans, et de Louise-Henriette de Conti, le duc de Montpensier devient à la mort de son grand-père (1752) duc de Chartres, puis, à celle de son père, le 18 novembre 1785, le duc Louis-Philippe II d'Orléans (1747-1793). Louis-Philippe II (alors duc de Chartres) épouse, le 5 avril 1769, Marie-Adélaïde de Bourbon (descendante des Bourbon-Penthièvre, rameau illégitime de la maison de Bourbon), qui lui donne six enfants.
- Louis-Philippe II d'Orléans (1747-1793), duc d'Orléans 
  ∞ Marie-Adélaïde de Bourbon (1753-1821)
  - N… d'Orléans (1771), non baptisée
  - Louis-Philippe d'Orléans (1773-1850), duc de Valois (de sa naissance à 1785), puis duc de Chartres
    - Voir infra

  - Antoine d'Orléans (1775-1807), duc de Montpensier (SP)
  - Adélaïde d'Orléans (1777-1847), Mademoiselle de Chartres puis Mademoiselle d'Orléans (SP)
  - N… d'Orléans (1777), Mademoiselle d'Orléans, jumelle de la précédente, non baptisée (SP)
  - Louis-Charles d'Orléans (1779-1808), comte de Beaujolais (SP)

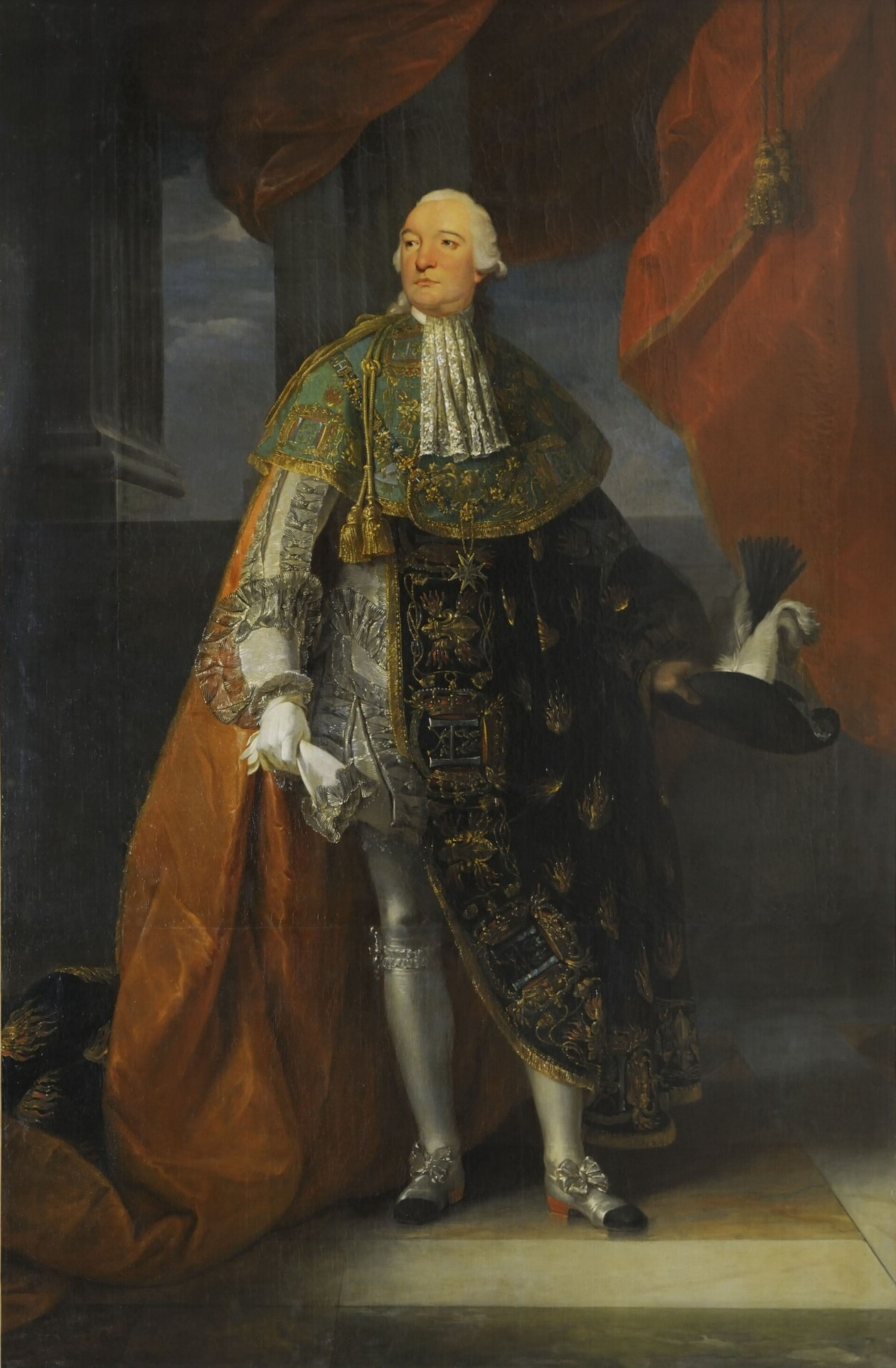
Louis-Philippe II d'Orléans, duc d'Orléans.
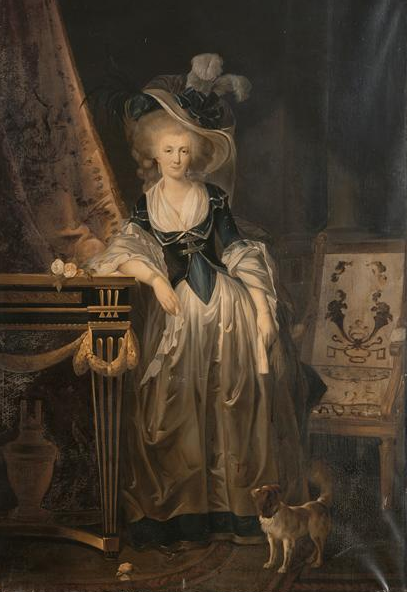
Marie-Adélaïde de Bourbon, épouse de Louis-Philippe II d'Orléans.

### Louis-PhilippeIIId'Orléans, l'instauration de la monarchie de Juillet et sa chute

#### Louis-PhilippeIer
Fils de Louis-Philippe II, duc d'Orléans, et de Marie-Adélaïde de Bourbon, le duc de Valois devient à la mort de son grand-père (1785) duc de Chartres, puis, à la Restauration en 1814, le duc Louis-Philippe III d'Orléans (1773-1850). Après la chute de Charles X, le duc devient le second roi des Français sous le nom de Louis-Philippe Ier. Le roi (alors ci-devant duc de Chartres) épouse, le 25 novembre 1809, Marie-Amélie de Naples et de Sicile (de la maison de Bourbon-Siciles), avec qui il a dix enfants.
- Louis-Philippe Ier (1773-1850), roi des Français 
  ∞ Marie-Amélie de Naples et de Sicile (1726-1759)
  - Ferdinand-Philippe d'Orléans (1810-1842), duc de Chartres (de 1814 à 1830), duc d'Orléans et prince royal de France (sous la monarchie de Juillet)
    - Voir infra

  - Louise d'Orléans (1812-1850), reine des Belges
    -  Maison royale de Belgique

  - Marie d'Orléans (1813-1839), duchesse Alexandre de Wurtemberg
    -  Maison ducale de Wurtemberg

  - Louis d'Orléans (1814-1896), duc de Nemours
  ∞ Victoire de Saxe-Cobourg et Gotha (1822-1857)
    - Gaston d'Orléans (1842-1922), comte d'Eu
  ∞ princesse impériale Isabelle du Brésil (1846-1921)
      - Maison d'Orléans et Bragance

    - Ferdinand d'Orléans (1844-1910), duc d'Alençon
      - Louise d'Orléans (1869-1952), princesse royale Alphonse de Bavière
        - Maison royale de Bavière

      - Emmanuel d'Orléans (1872-1931), « duc de Vendôme »
        - Marie-Louise d'Orléans (1896-1973), princesse « Philippe des Deux-Siciles »
          - Maison de Bourbon-Siciles

        - Sophie d'Orléans (1898-1928) (SP)
        - Geneviève d'Orléans (1901-1983), marquise Antoine de Chaponay-Morancé
          - Maison marquisale de Chaponay

        - Charles-Philippe d'Orléans (1905-1970), « duc de Nemours » (SP)

    - Marguerite d'Orléans (1846-1893), princesse Ladislas Czartoryski
      - Famille Czartoryski

    - Blanche d'Orléans (1857-1932) (SP)

  - Françoise (1816-1818) (SP)
  - Clémentine d'Orléans (1817-1907), Mademoiselle de Beaujolais, princesse Auguste de Saxe-Cobourg
    -  Maison princière de Saxe-Cobourg-Kohary

  - François d'Orléans (1818-1900), prince de Joinville
  ∞ princesse Françoise du Brésil (1824-1898)
    - Françoise d'Orléans (1844-1925), « duchesse de Chartres »
      - Maison d'Orléans (rameau de Robert, duc de Chartres)

    - Pierre d'Orléans (1845-1919), duc de Penthièvre (SPL)

  - Charles d'Orléans (1820-1828), duc de Penthièvre (SP)
  - Henri d'Orléans (1822-1897), duc d'Aumale
  ∞ Marie-Caroline des Deux-Siciles (1822-1869)
    - Louis d'Orléans (1845-1866), prince de Condé
    - François d'Orléans (1854-1872), « duc de Guise »

  - Antoine d'Orléans (1824-1890), duc de Montpensier et infant d'Espagne
  ∞ infante Louise-Ferdinande d'Espagne (1832-1897)
    - Maison d'Orléans des ducs de Galliera

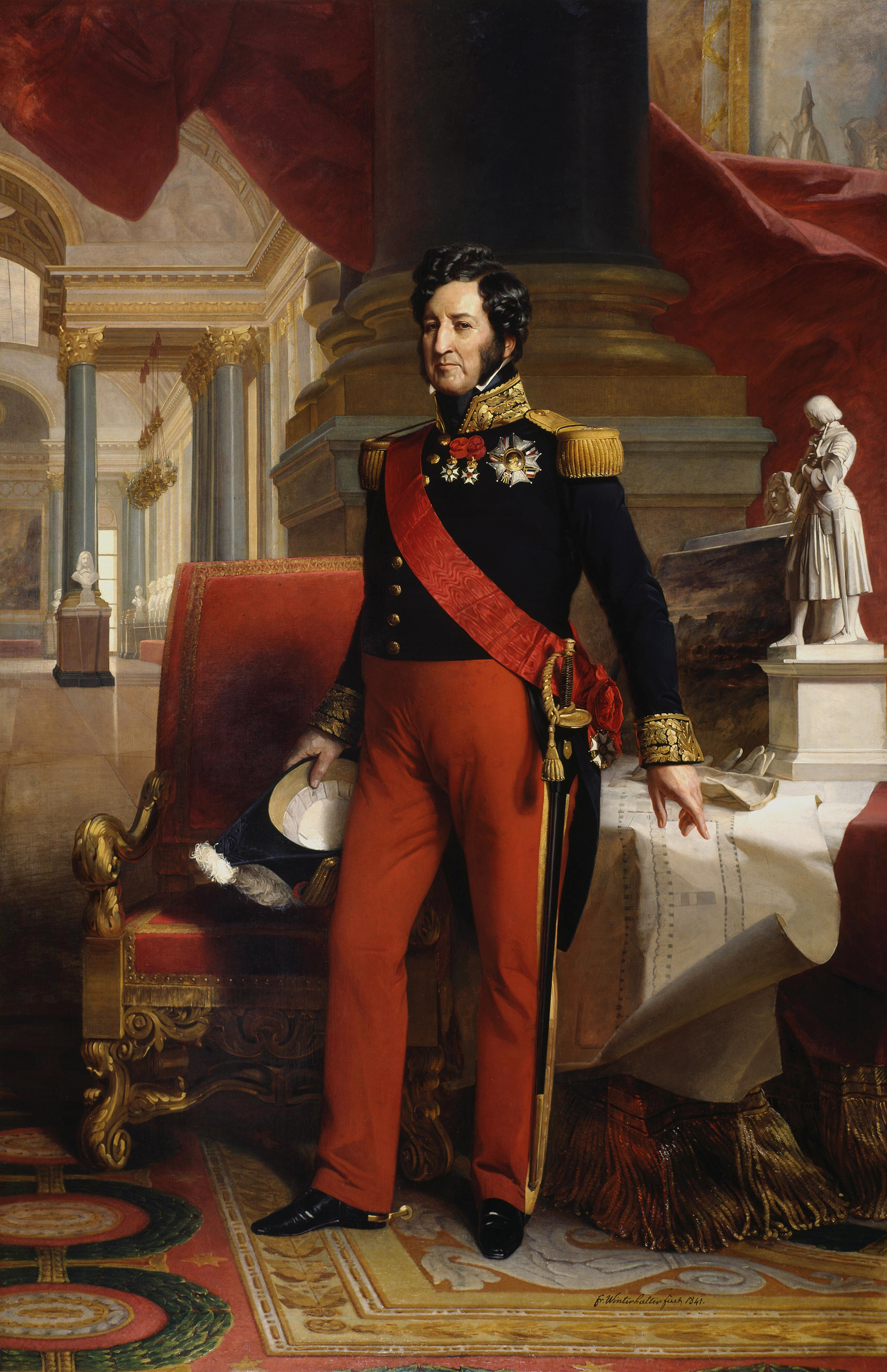
Louis-Philippe Ier, roi des Français.
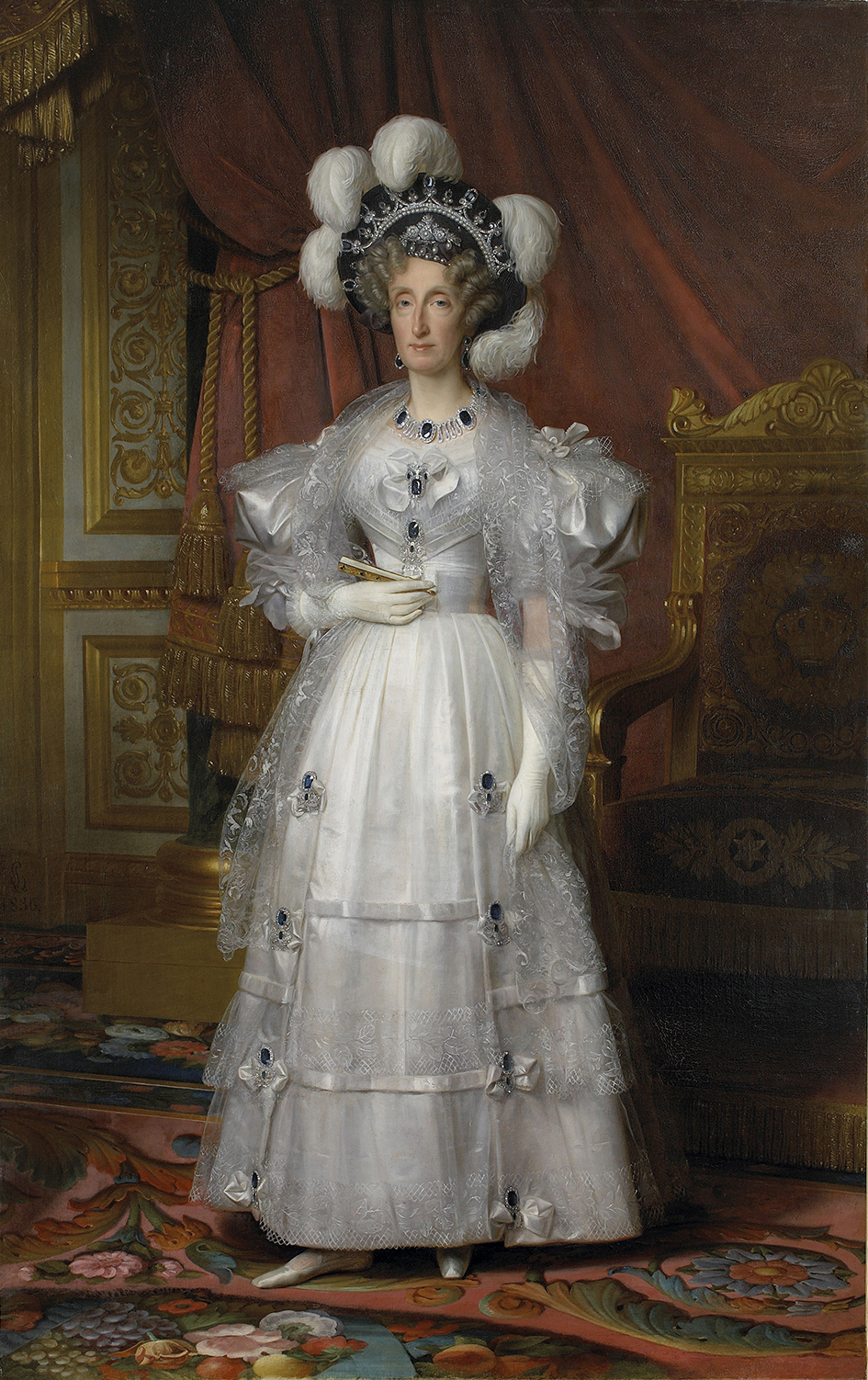
Marie-Amélie de Bourbon-Siciles, épouse de Louis-Philippe Ier.

#### Ferdinand-Philippe d'Orléans
Fils de Louis-Philippe Ier, duc d'Orléans, roi des Français, et de Marie-Amélie de Naples et de Siciles, le duc de Chartres devient à l'accession au trône de son père, le 9 août 1830, le duc Ferdinand-Philippe d'Orléans (1810-1842). Ferdinand-Philippe épouse, le 30 mai 1837, Hélène de Mecklembourg-Schwerin (issue de la maison de Mecklembourg-Schwerin), avec qui il a deux enfants.
- Ferdinand-Philippe d'Orléans (1810-1842), duc d'Orléans et prince royal de France 
  ∞ Hélène de Mecklembourg-Schwerin (1814-1848)
  - Philippe d'Orléans (1838-1894), comte de Paris
    - Voir infra

  - Robert d'Orléans (1840-1910), duc de Chartres 
  ∞ Françoise d'Orléans (1844-1925)
    - Marie d'Orléans (1865-1909), princesse Valdemar de Danemark
      - Maison royale de Danemark

    - Robert d'Orléans (1866-1885) (SP)
    - Henri d'Orléans (1867-1901) (SP)
    - Marguerite d'Orléans (1869-1940), duchesse Marie-Armand-Patrice de Mac-Mahon
      - Famille de Mac Mahon

    - Jean d'Orléans (1874-1940), « duc de Guise »
      - Voir infra

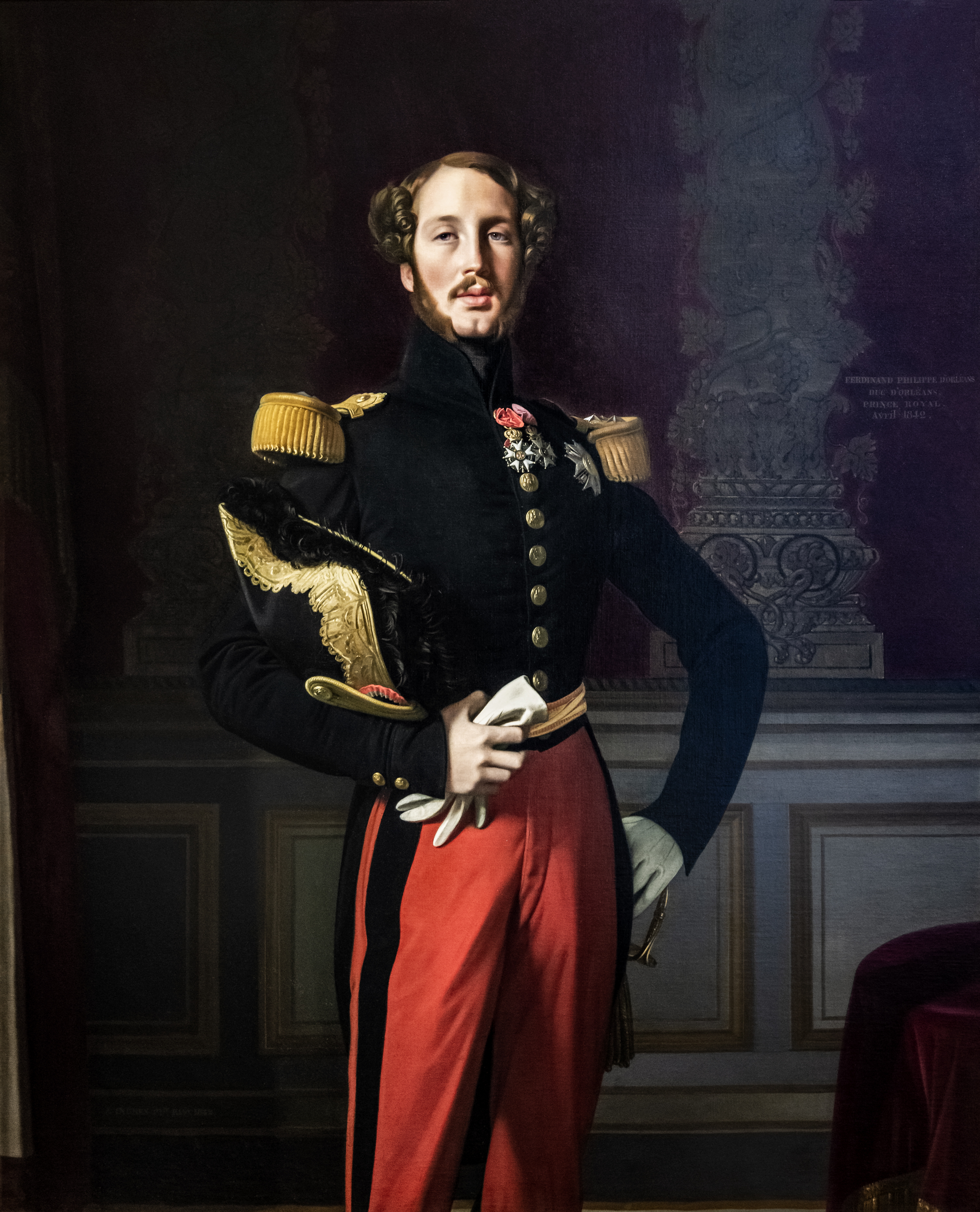
Ferdinand-Philippe d'Orléans, duc d'Orléans.
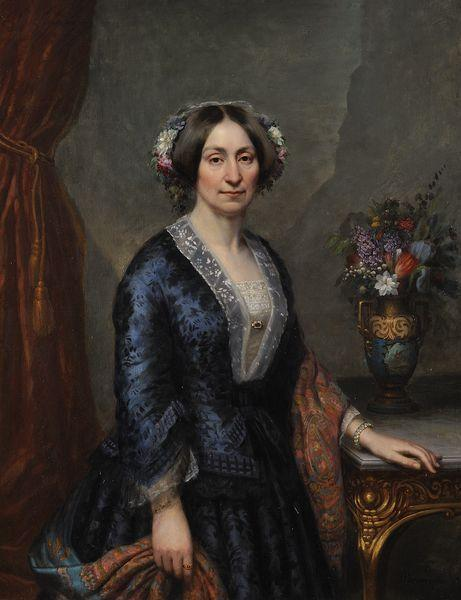
Hélène de Mecklembourg-Schwerin, épouse de Ferdinand-Philippe d'Orléans.

### Les prétendants au trône depuis 1850

#### Philippe d'Orléans (1838-1894)
Fils de Ferdinand-Philippe d'Orléans, duc d'Orléans et prince royal de France, et de la duchesse Hélène de Mecklembourg-Schwerin, Philippe d'Orléans (1838-1894), comte de Paris, devient à la mort de son père, le 13 juillet 1842, prince royal. À la mort de Louis-Philippe Ier, les orléanistes l'appellent « Louis-Philippe II » ; en 1883, la majorité des monarchistes le reconnaissent et Philippe revendique la succession du « comte de Chambord », devenant le prétendant « Philippe VII ». Philippe épouse, le 30 mai 1864, sa cousine germaine Marie-Isabelle d'Orléans, avec qui il a huit enfants.
- Philippe d'Orléans (1838-1894), comte de Paris et prince royal de France 
  ∞ Marie-Isabelle d'Orléans (1848-1919)
  - Amélie d'Orléans (1865-1951), reine de Portugal et des Algarves
    - Maison royale de Portugal

  - Philippe d'Orléans (1869-1926), duc d'Orléans
    - Voir infra

  - Hélène d'Orléans (1871-1951), duchesse Emmanuel-Philibert d'Aoste
    - Maison royale de Savoie (branche d'Aoste)

  - Charles-Philippe d'Orléans (1875)
  - Isabelle d'Orléans (1878-1961), « duchesse de Guise »
    - Maison d'Orléans (rameau de Jean, « duc de Guise ») 

  - Jacques d'Orléans (1880-1881)
  - Louise d'Orléans (1882-1958), princesse Charles de Bourbon-Siciles
    - Maison de Bourbon (branche dite des Deux-Siciles)

  - Ferdinand d'Orléans (1884-1924), « duc de Montpensier » (SP)

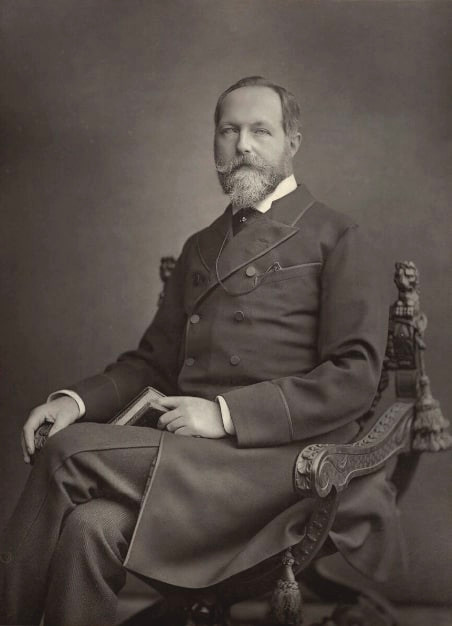
Philippe d'Orléans, comte de Paris.
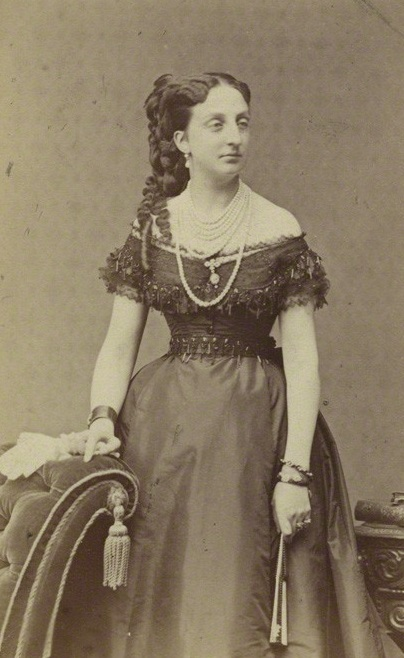
Marie-Isabelle d'Orléans, épouse de Philippe d'Orléans.

#### Philippe d'Orléans (1869-1926)
Fils de Philippe d'Orléans, comte de Paris et prince royal de France, et de Marie-Isabelle d'Orléans, Philippe d'Orléans (1869-1926), devient à la mort de son père, le 8 septembre 1894, « Philippe VIII ». Philippe épouse, le 5 novembre 1896, Marie-Dorothée de Habsbourg-Lorraine (1867-1932), avec qui il n'a pas d'enfants.
Sans postérité, le successeur du « duc d'Orléans » est un fils de Robert d'Orléans (1840-1910), duc de Chartres, frère cadet de son père Philippe d'Orléans (1838-1894), comte de Paris — tous deux fils de Ferdinand-Philippe. En l'occurrence Jean d'Orléans (1874-1940), « duc de Guise », par ailleurs beau-frère de Philippe par mariage avec Isabelle d'Orléans.

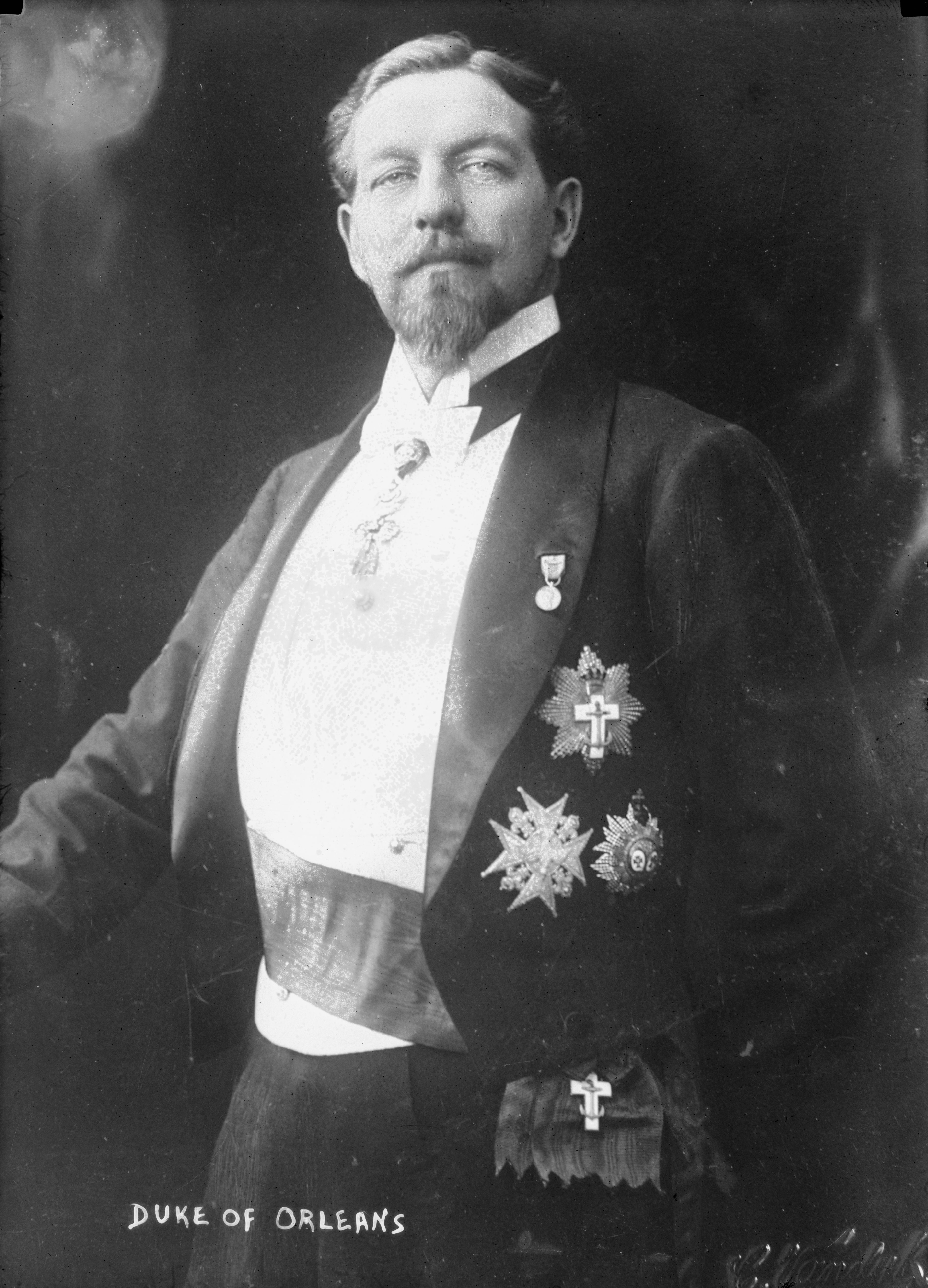
Philippe d'Orléans, duc d'Orléans.
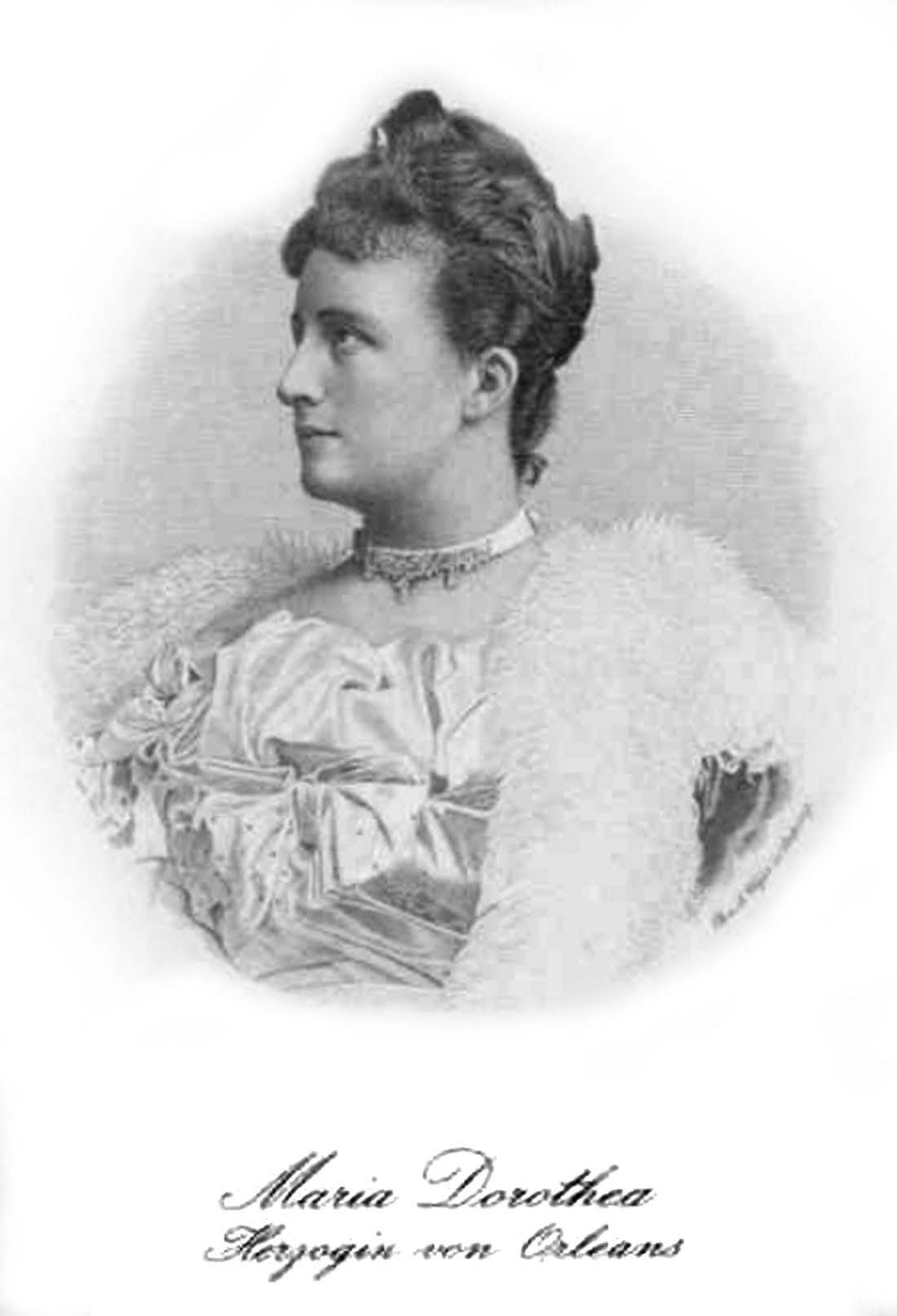
Marie-Dorothée de Habsbourg-Lorraine, épouse de Philippe d'Orléans.

#### Jean d'Orléans (1874-1940)
Fils de Robert d'Orléans (1840-1910), duc de Chartres, et de Françoise d'Orléans, Jean d'Orléans (1874-1940), « duc de Guise », devient à la mort de son cousin, le 28 mars 1926, l'aîné de la maison ; les orléanistes le considèrent comme le « roi Jean III ». Jean épouse, le 30 octobre 1899, sa cousine Isabelle d'Orléans, avec qui il a quatre enfants.
- Jean d'Orléans (1874-1940), « duc de Guise » 
  ∞ Isabelle d'Orléans (1878-1961)
  - Isabelle d'Orléans (1900-1983), comtesse Bruno d'Harcourt, puis princesse Pierre Murat
    - Maison d'Harcourt

  - Françoise d'Orléans (1902-1953), princesse de Grèce et de Danemark
    - Maison royale de Grèce

  - Anne d'Orléans (1906-1986), duchesse d'Aoste
    - Maison royale de Savoie (branche d'Aoste)

  - Henri d'Orléans (1908-1999), « comte de Paris »
    - Voir infra

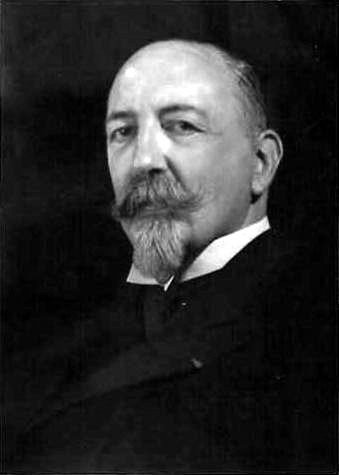
Jean d'Orléans, duc de Guise.
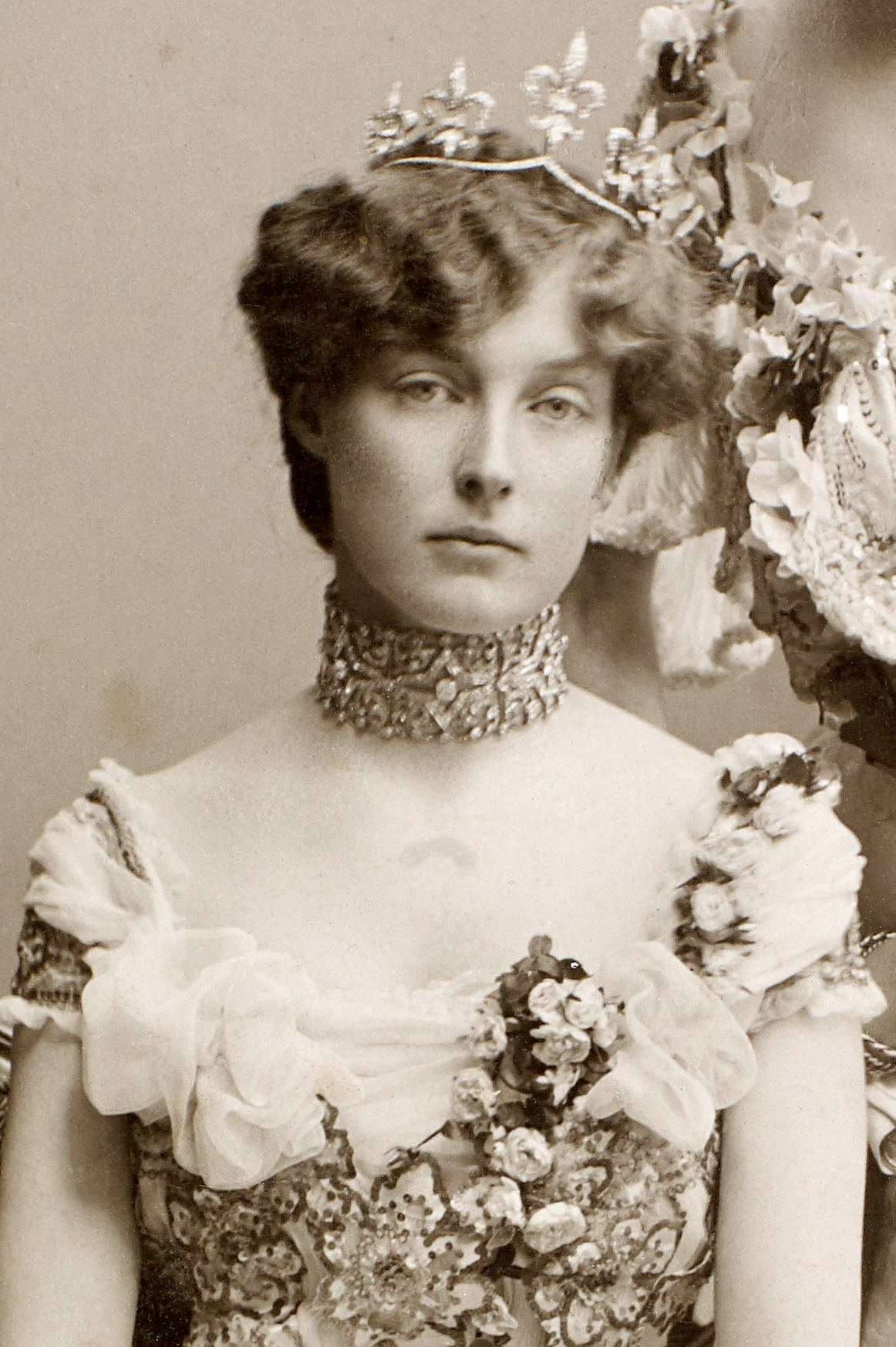
Isabelle d'Orléans, épouse de Jean d'Orléans.

#### Henri d'Orléans (1908-1999)
Fils de Jean d'Orléans (1874-1940), « duc de Guise », et d'Isabelle d'Orléans, Henri d'Orléans (1908-1999), devient à la mort de son père, le 25 juin 1940, l'aîné de la maison ; il est appelé « Henri VI ». Henri épouse, le 30 octobre 1899, sa cousine Isabelle d'Orléans-Bragance, avec qui il a onze enfants.
- Henri d'Orléans (1908-1999), « comte de Paris » 
  ∞ Isabelle d'Orléans-Bragance (1911-2003)
  - Isabelle d'Orléans (1932), comtesse de Schönborn-Buchheim
    - Famille de Schönborn

  - Henri d'Orléans (1933-2019), « comte de Clermont »
    - Voir infra

  - Hélène d'Orléans (1934), comtesse Evrard de Limburg Stirum
    - Maison de Limbourg-Stirum

  - François d'Orléans (1935-1960), « duc d'Orléans » (titre posthume)
  - Anne d'Orléans (1938), princesse Charles de Bourbon-Siciles, « duchesse de Calabre »
    - Maison de Bourbon (branche dite des Deux-Siciles)

  - Diane d'Orléans (1940), « duchesse de Wurtemberg »
    - Maison de Wurtemberg

  - Michel d'Orléans (1941), « comte d'Évreux »
∞ Béatrice Pasquier de Franclieu (1941)
    - Clotilde d'Orléans (1968)
      - Famille Crépy

    - Adélaïde d'Orléans (1971)
      - Famille Dailly

    - Charles-Philippe d'Orléans (1973), « duc d'Anjou », « duc (consort) de Cadaval »
  ∞ Diana Álvares Pereira de Melo (1978) puis Naomi-Valeska Salz (1981)
      - Isabelle d'Orléans (2012)

    - François d'Orléans (1982), « comte de Dreux »
∞ Teresa von Einsiedel (1984)
      - Philippe d'Orléans (2017)
      - Marie-Amélie d'Orléans (2019)
      - Raphaël d'Orléans (2021)
      - Nicolas d'Orléans (2025)

  - Jacques d'Orléans (1941), jumeau du précédent, « duc d'Orléans »
∞ Gersende de Sabran-Pontevès (1942)
    - Diane d'Orléans (1970), vicomtesse Alexis de Noailles
      - Maison de Noailles

    - Charles-Louis d'Orléans (1972), « duc de Chartres » 
∞ Iléana Mános (1971)
      - Philippe d'Orléans (1998)
      - Louise d'Orléans (1999)
      - Hélène d'Orléans (2001)
      - Constantin d'Orléans (2003)
      - Isabelle d'Orléans (2005)

    - Foulques d'Orléans (1974), « duc d'Aumale » et « comte d'Eu »

  - Claude d'Orléans (1943), ancienne « duchesse d'Aoste »
    - Maison de Savoie (branche d'Aoste)

  - Chantal d'Orléans (1946), baronne François-Xavier de Sambucy de Sorgue
    - Famille de Sambucy

  - Thibaut d'Orléans (1948-1983), « comte de la Marche »
∞ Marion Gordon-Orr (1942)
    - Robert d'Orléans (1976), « comte de la Marche »
    - Louis-Philippe d'Orléans (1979-1980)

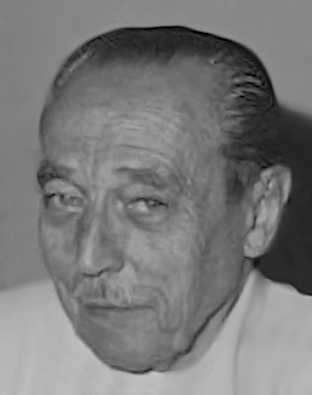
Henri d'Orléans, comte de Paris
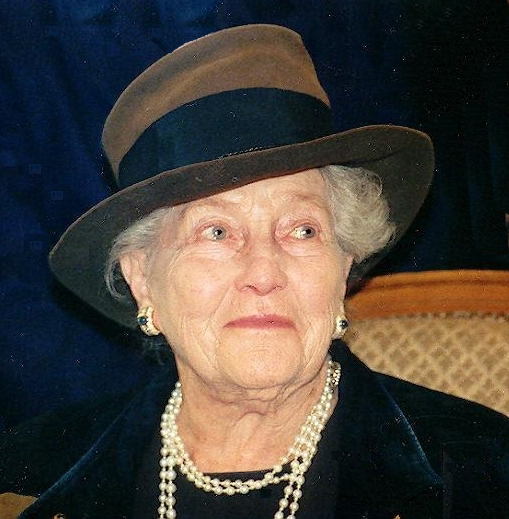
Isabelle d'Orléans-Bragance, épouse d'Henri d'Orléans.

#### Henri d'Orléans (1933-2019)
Fils de Henri d'Orléans (1908-1999), comte de Paris, et d'Isabelle d'Orléans-Bragance, Henri d'Orléans (1933-2019), comte de Clermont devient à la mort de son père, le 19 juin 1999, comte de Paris et duc de France. Henri (alors comte de Clermont) épouse, le 5 juillet 1957, Marie-Thérèse de Wurtemberg (1934), avec qui il a cinq enfants.
En secondes noces, Henri épouse civilement, le 31 octobre 1984, puis religieusement, le 26 septembre 2009, Micaela Cousino (1938-2022), union sans postérité.
- Henri d'Orléans (1933-2019), comte de Paris, duc de France 
  ∞ Marie-Thérèse de Wurtemberg (1934)
  - Marie d'Orléans (1959), princesse Gundakar de Liechtenstein
    - Maison princière de Liechtenstein

  - François d'Orléans (1961-2017), comte de Clermont (SP)
  - Blanche d'Orléans (1962) (SP)
  - Jean d'Orléans (1965), duc de Vendôme
    - Voir infra

  - Eudes d'Orléans (1968), duc d'Angoulême 
  ∞ Marie-Liesse de Rohan-Chabot (1969)
    - Thérèse d'Orléans (2001)
    - Pierre d'Orléans (2003)

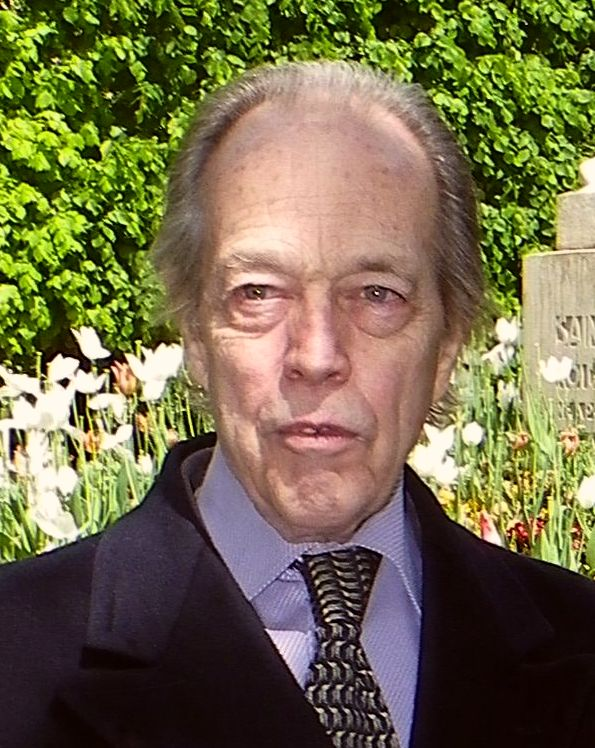
Henri d'Orléans, comte de Paris.
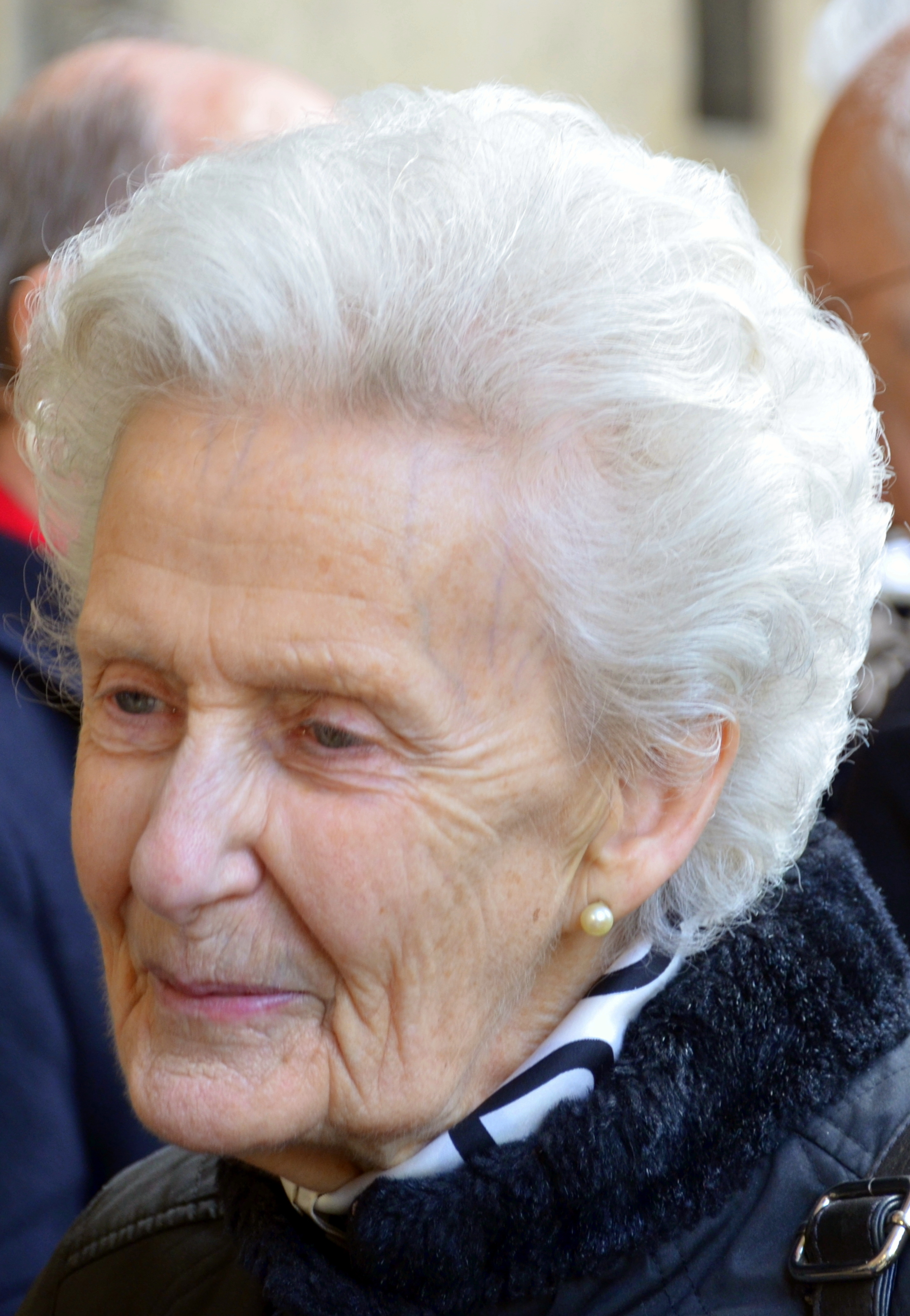
Marie-Thérèse de Wurtemberg, première épouse d'Henri d'Orléans.
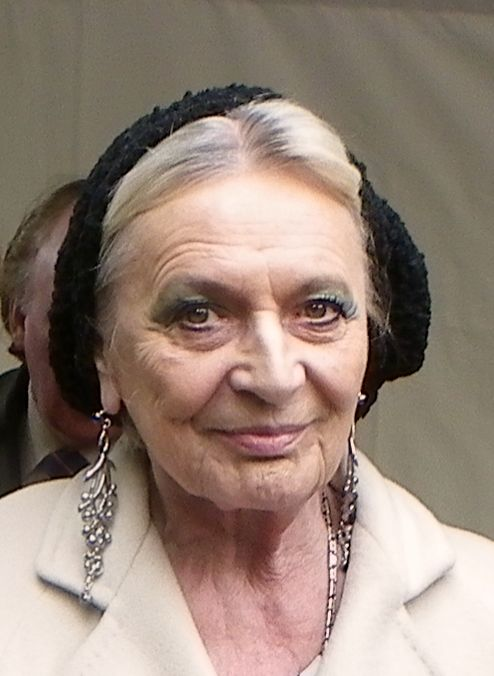
Micaela Cousino, seconde épouse et veuve d'Henri d'Orléans.

#### Jean d'Orléans (1965- )
Fils d'Henri d'Orléans (1933-2019), comte de Paris, et de Marie-Thérèse de Wurtemberg, Jean d'Orléans (né en 1965), devient à la mort de son père, le 21 janvier 2019, chef de la maison de France. Il épouse, le 19 mars 2009, Philomena de Tornos y Steinhart (1977), avec qui il a six enfants.
- Jean d'Orléans (1965), comte de Paris
  ∞ Philomena de Tornos y Steinhart (1977)
  - Gaston d'Orléans (2009), dauphin de France
  - Antoinette d'Orléans (2012)
  - Louise-Marguerite d'Orléans (2014)
  - Joseph d'Orléans (2016)
  - Jacinthe d'Orléans (2018)
  - Alphonse d'Orléans (2023)

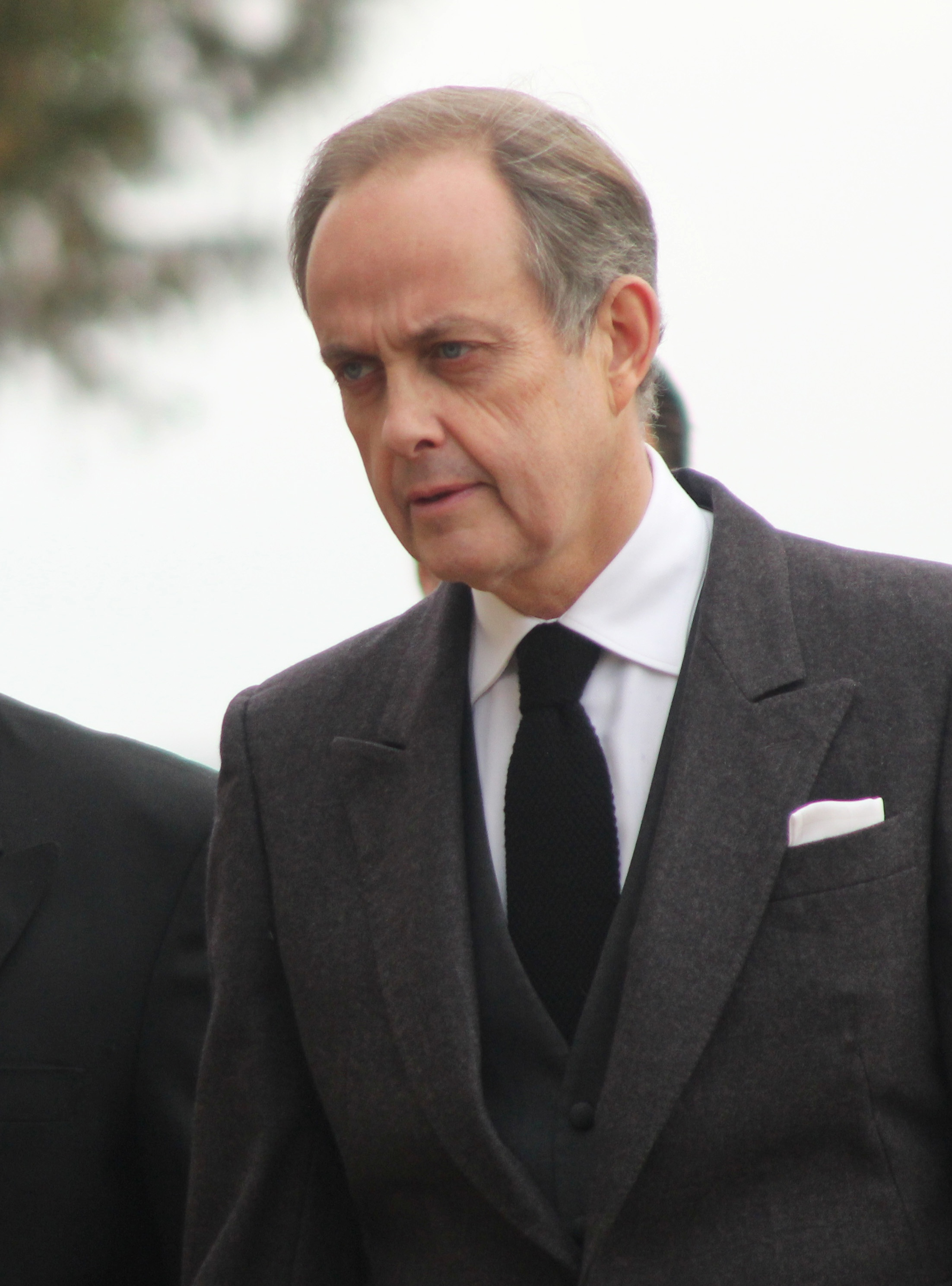
Jean d'Orléans, comte de Paris.
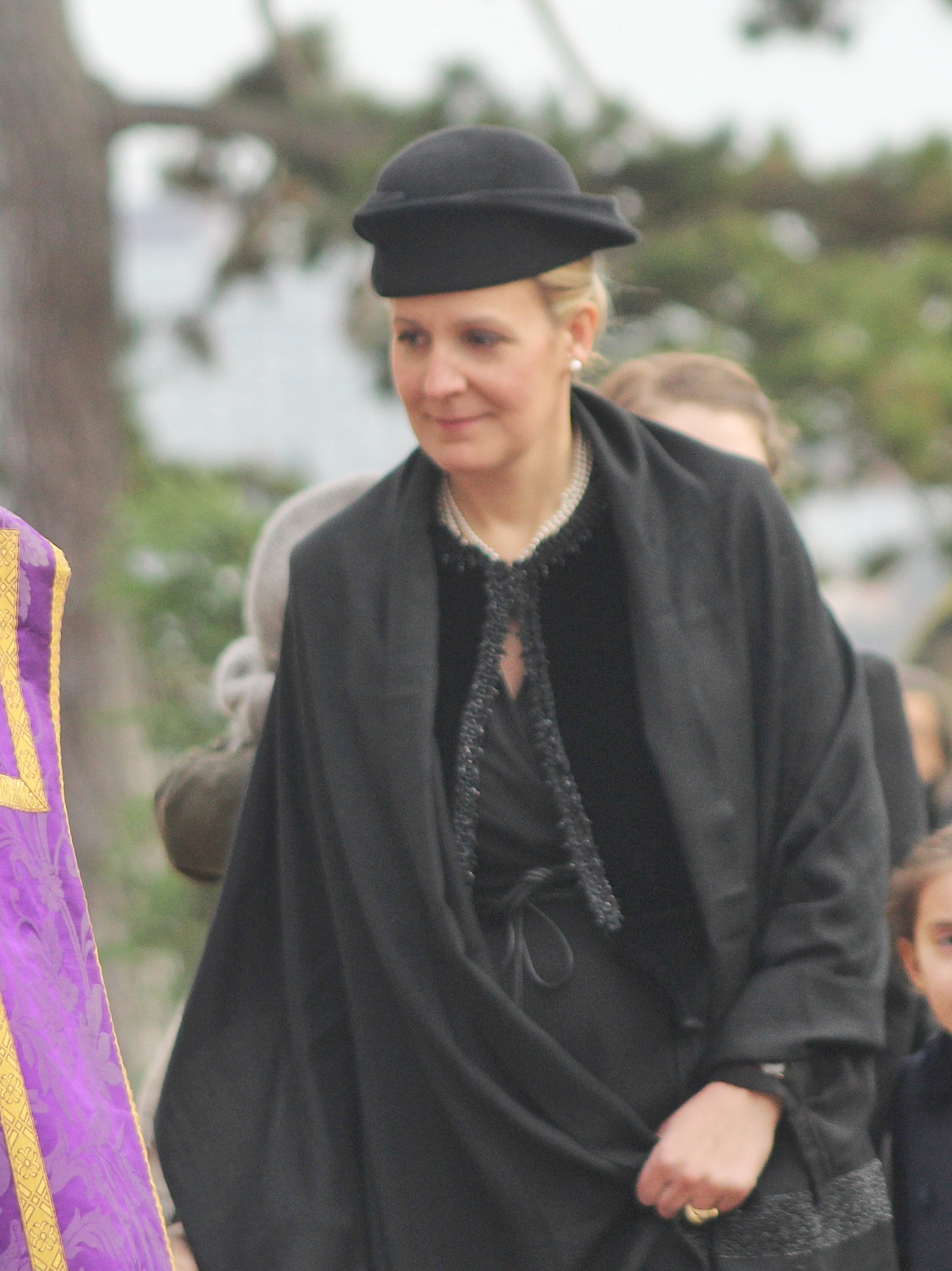
Philomena de Tornos y Steinhart, épouse de Jean d'Orléans.

## Généalogie de la famille d'Orléans

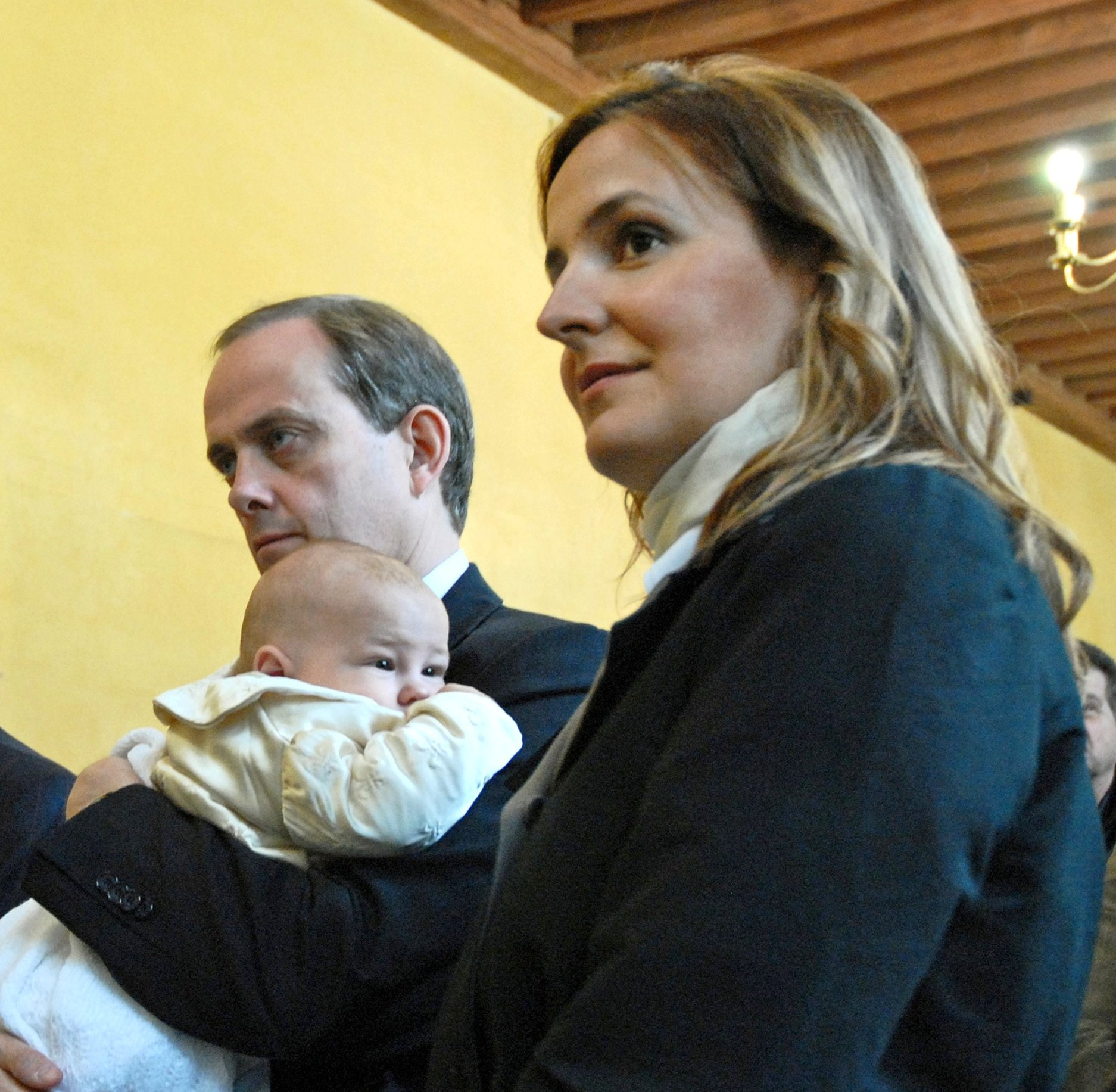
Membres actuels de la famille des Orléans (notamment Gaston et Philomène)

### Fonds d'archives
- Les papiers des princes de la maison d'Orléans sont conservés aux Archives nationales dans la sous-série R/4